# Оборона Порт-Артура
Оборо́на Порт-Арту́ра — самое продолжительное сражение Русско-японской войны. Во время осады Порт-Артура широко применялись такие новые виды оружия, как 11-дюймовые (280-миллиметровые) мортиры, скорострельные гаубицы, пулемёты Максима, заграждения из колючей проволоки, ручные гранаты. По одной из версий, крепость Порт-Артур стала местом рождения нового оружия — миномёта.

## Введение
В 1898 году, стремясь утвердиться на Дальнем Востоке, Российская империя арендовала южную часть Ляодунского п-ова с Порт-Артуром (Люйошунь) на 25 лет для базирования главных военно-морских сил на Тихом океане.
К январю 1904 года из 552 орудий, предназначенных для строившихся укреплений, в готовности находилось только 116, а гарнизон крепости состоял из не полностью укомплектованных 4-й и 7-й Восточно-Сибирских стрелковых дивизий. В Порт-Артуре базировалась 1-я Тихоокеанская эскадра и часть кораблей Сибирской военной флотилии (7 БР, 9 КР, 24 М, 4 КЛ, 2З М, 2 МКР).
В ночь на 27 января 1904 года началась русско-японская война внезапным нападением 10 японских миноносцев на русскую эскадру в Порт-Артуре, стоявшую на внешнем рейде без охранения. Торпедами были повреждены: 2 ЭБР и 1 КР. Утром подошли главные силы японского флота под командованием адмирала Х. Того (6 БР, 5 БРКР, 4 КР). Не достигнув успеха в дневном бою, японские корабли блокировали Порт-Артур, стремясь не допустить выхода русской эскадры, которая могла бы помешать перевозке войск в Корею.
11 февраля 1904 года японцы предприняли неудавшуюся попытку закрыть выход из порта, затопив гружённые камнем суда.
24 февраля 1904 года в Порт-Артур прибыл новый командующий 1-й Тихоокеанской эскадрой вице-адмирал С. О. Макаров, принявший решительные меры по усилению обороны базы и повышению боевой активности эскадры, но его руководство эскадрой оказалось недолгим.
31 марта 1904 года при выходе кораблей в море ЭБР «Петропавловск» подорвался на минах и затонул. Погибли С. О. Макаров и большая часть экипажа корабля.
22 апреля 1904 года севернее Порт-Артура японцы начали высадку 2-й армии (до 35 тыс. человек, 216 орудий).
13 мая 1904 года японцы прервали железнодорожное сообщение и телеграфную связь Порт-Артура с русской армией в Маньчжурии и атаковали позиции, прикрывавшие дальние подступы к крепости. Попытка русских войск (3,8 тыс. человек, 65 орудий, 10 пулемётов) задержать противника не увенчалась успехом. Командование направило на помощь Порт-Артуру 1-й Сибирский армейский корпус (до 30 тыс. человек).
В мае 1904 года для захвата Порт-Артура японцы приступили к осуществлению высадки в Дальнем (Далянь) 3-й армии генерал-лейтенанта М. Ноги.
1—2 июня 1904 года 1-й Сибирский армейский корпус потерпел поражение под Вафангоу.
10 июня 1904 года в связи с угрозой захвата японцами кораблей, эскадрой была предпринята первая неудачная попытка прорваться во Владивосток.
17 июня 1904 года 3-я армия М. Ноги (48 тыс. человек, около 400 орудий, 72 пулемёта) начала осаду крепости. К этому времени оборонительные сооружения Порт-Артура были улучшены, гарнизон усилен (41 тыс. человек, 646 орудий, 62 пулемёта).
28 июля 1904 года в связи с угрозой захвата японцами кораблей, эскадрой была предпринята вторая попытка прорваться во Владивосток, но после неудачного сражения в Жёлтом море большая часть эскадры вернулась в Порт-Артур, несколько кораблей прорвались в иностранные порты, где были интернированы.
С 29 июля 1904 года корабли русской эскадры были полностью привлечены к обороне крепости и поддерживали войска огнём. Значительная часть личного состава эскадры сражалась на суше, 284 корабельных орудия были переданы для усиления обороны крепости.
3 августа 1904 года японское командование предложило сдать крепость, но предложение было отклонено.
6 августа 1904 года 3-я японская армия предприняла общий штурм. В результате ожесточённых боёв противнику ценой потери до 20 тыс. человек (русские потеряли более 6 тыс. человек) удалось лишь в нескольких местах вклиниться в оборону крепости. Японские войска были вынуждены перейти к длительной осаде.
К 22 ноября 1904 года, потеряв до 8 тыс. человек, японцы заняли гору Высокая. Корректируя с неё стрельбу тяжёлой артиллерии, они один за другим потопили все корабли, стоявшие на внутреннем рейде.
2 декабря 1904 года погибли организатор и вдохновитель сухопутной обороны Порт-Артура генерал-лейтенант Р. И. Кондратенко и его ближайшие помощники. Начальником сухопутной обороны был назначен генерал А. В. Фок.
20 декабря 1904 года, вопреки мнению военного совета и вопреки требованиям устава, начальник Квантунского укреплённого района генерал-лейтенант А. М. Стессель подписал акт о капитуляции гарнизона, ещё способного продолжать борьбу с противником. Накануне капитуляции матросы, солдаты и офицеры уничтожали уцелевшие корабли, приводили в негодность орудия, сжигали склады. ЭБР «Севастополь» был затоплен, шести миноносцам и нескольким катерам удалось прорваться в китайские порты. На миноносце «Статный» были эвакуированы знамёна и секретные документы.
Героическая оборона Порт-Артура, длившаяся 159 дней, сыграла важную роль в русско-японской войне. Были сорваны планы быстрого разгрома русской Маньчжурской армии, на длительное время была скована крупная группировка противника (до 200 тыс. человек). Японцы потеряли убитыми и ранеными 112 тыс. человек, 15 кораблей было потоплено, 16 повреждено. Потери русских войск составили 27 тыс. человек.

## Перед войной

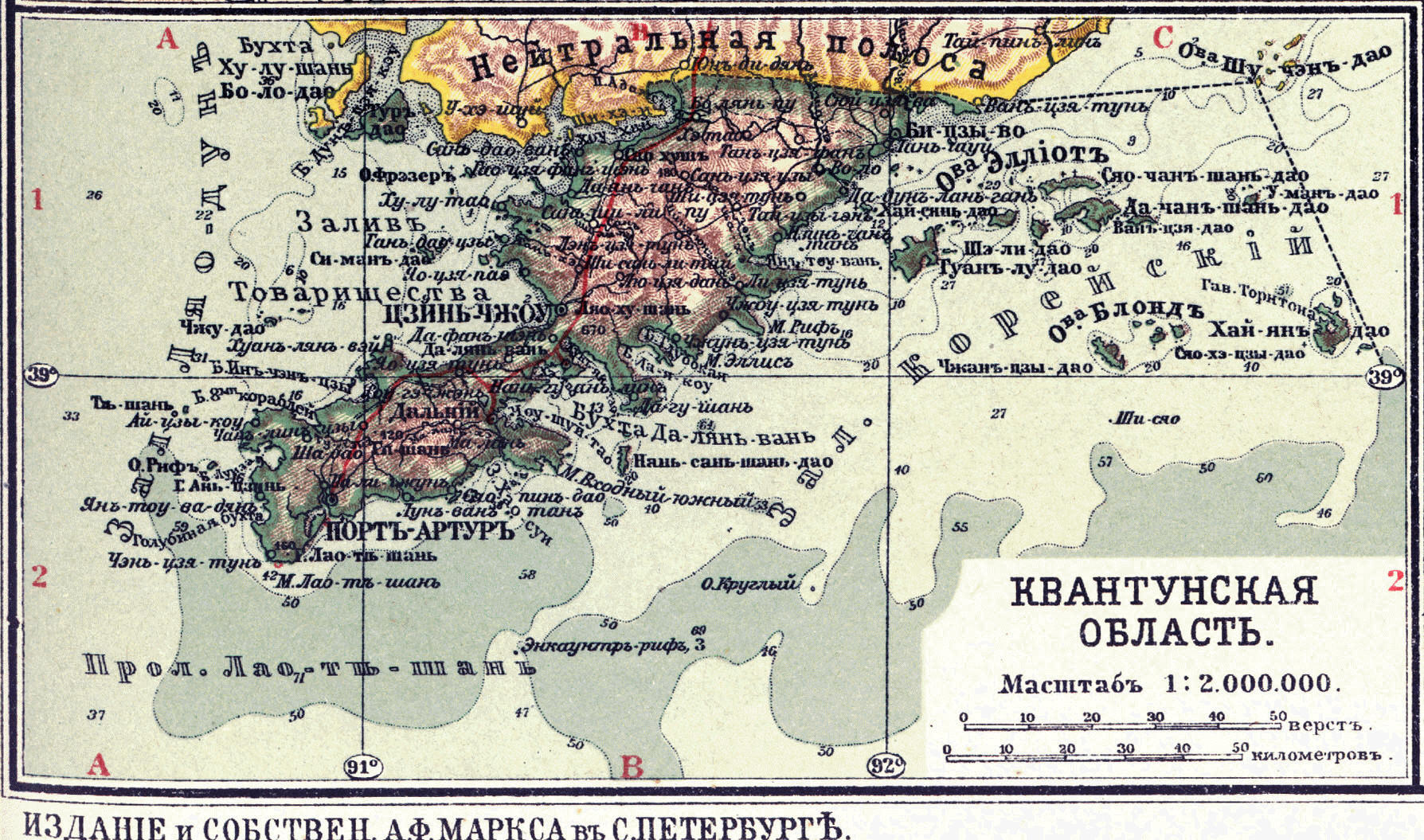
Квантунская область и Корейский залив (1903): Порт-Артур, Дальний, Острова Эллиот, Бицзыво

Заключённая 15 (27) марта 1898 года русско-китайская конвенция предоставляла Порт-Артур в аренду России на 25 лет с правом продления этого срока. Главные силы русских морских сил в Тихом океане получили на побережье Жёлтого моря незамерзающую базу. Первыми здесь высадился 9-й Восточно-Сибирский стрелковый полк. 16 (28) марта 1898 года над Золотой горой под гром приветственного салюта и раскатистое «Ура!» взвился Андреевский флаг. Порт-Артур был сделан главной базой русского военного флота на Тихом океане.
Во время занятия его русскими Порт-Артур представлял собой лишь небольшой неблагоустроенный посёлок с населением около четырёх тысяч человек, получивший впоследствии название Старого города. В мае 1901 г. новые хозяева приступили к нарезке и продаже участков в Новом городе, и он начал быстро застраиваться. В Новом городе для военной администрации были построены здания штаба и Инженерного управления, затем возведены здания Русско-китайского банка, реальное училище и много добротных жилых домов. Западную часть города заняли одноэтажные солдатские казармы и огромное здание флотского экипажа. Каждый пароход привозил новые воинские части и служащих, имущество, товары и строительные материалы. Из внутренних провинций Китая в Квантунскую область хлынул поток рабочей силы, и уже к 1 января 1904 года в Порт-Артуре проживало (кроме войск) 51 906 жителей: из них 15 388 русских и 35 тысяч китайцев.
К началу 1904 года в гарнизоне Квантунской области состояло две Восточно-Сибирских стрелковых бригады, вскоре переформированные в дивизии: 4-я — в Дальнем и Талиенване (13, 14, 15 и 16-й стрелковые полки) и 7-я (25, 26, 27 и 28 стрелковые полки) в Порт-Артуре. К 4-й бригаде был причислен 5-й Восточно-Сибирский стрелковый полк, стоявший в Цзиньчжоу.
Мелководную гавань Порт-Артура начали углублять ещё китайцы, но даже и к началу русско-японской войны эту работу не успели закончить. Она состояла из искусственного Восточного и более просторного Западного бассейнов. Оба они соединялись с внешним рейдом проходом длиной 900 м и шириной 300 м. Русским удалось увеличить унаследованный от китайцев старый док для крейсеров, восстановить и усовершенствовать разрушенные японцами в 1895 году малую верфь и арсенал, портовые мастерские, маленький док для миноносцев. В районе Восточного бассейна находились мастерские и угольные склады, — к началу русско-японской войны все угольные запасы Порт-Артура оценивались в 207 200 т угля, и в том числе 124 900 т лучшего кардифа. Территория самого порта и весь город освещались от центральной портовой электростанции.
По воспоминаниям лиц, бывавших в Порт-Артуре, с моря он казался неприветливым. Взгляду пассажира подходящего к городу парохода сначала открывался длинный горный хребет, круто обрывающийся в море. От жёлто-серых скал, лишённых какой-либо растительности, веяло тоской и холодом. Море с шумом било в высокий берег. С вершины Золотой горы открывался прекрасный вид на город. Прямо внизу виднелся Восточный бассейн, за ним у подножия Перепелочной горы раскинулся сам Старый город, за которым тянулась неровная холмистая местность вплоть до горы Большой, доминирующей над всем Порт-Артуром, — у её основания разместился Новый китайский город. Справа от малого бассейна находилось Пресноводное озеро, вокруг которого в беспорядке расположились казармы и здания инженерного ведомства. Между этим озером, Золотой и Крестовой горами и морем находились дачные места, застроенные коттеджами русских флотских офицеров. Взгляду налево открывался сначала выход на внешний рейд, а далее — довольно обширный Западный бассейн, на противоположной стороне которого раскинулся Новый европейский город; от моря Западный бассейн отделялся длинным и узким полуостровом Тигровый хвост. Вся эта панорама замыкалась морем и цепью высоких обрывистых гор, на которых располагалось кольцо укреплений, защищавших Порт-Артур от возможного нападения противника. Полностью закончить сооружение оборонительных укреплений города к началу войны русские военные инженеры, однако, так и не успели.
В соответствии с разработанным начальником штаба командующего морскими силами Тихого океана контр-адмиралом В. К. Витгефтом «Планом военных действий морских сил в Тихом океане на 1903 год», дополненным «Распределением морских сил в Тихом океане в военное время в 1903 году», к 1904 году все русские морские силы были разделены между Порт-Артуром и Владивостоком . В Порт-Артуре базировались: боевая эскадра (броненосцы, новые крейсера, 1-й отряд миноносцев) и оборонительный отряд (устаревшие крейсера, 2-й отряд миноносцев, канонерские лодки и минные транспорты) — всего 7 эскадренных броненосцев, 6 крейсеров, 3 старых парусно-винтовых клипера, 4 канонерские лодки, из них 2 броненосные, 2 минных транспорта, 2 минных крейсера и 25 миноносцев.
Именно уничтожение этого соединения военно-морских сил России, судя по всему, и являлось главной целью японской армии на первом этапе русско-японской войны. Операции против порт-артурской крепости не были в интересах японской армии. Они были нужны японскому военно-морскому флоту. «Осада Порт-Артура была необходима, — написано в официальном труде германского генерального штаба. — Японцы могли довести до конца операции на суше, лишь обладая господством на море. Именно по этой причине русский флот в Восточной Азии должен был быть уничтожен, а так как большая его часть укрылась от атаки японцев … в гавани Порт-Артура, то крепость должна была быть атакована с суши». «Японский флот должен был ждать прихода балтийской эскадры, и для Японии являлось жизненно важным вопросом создать себе … выгодные условия для будущего морского боя [с русской 2-й Тихоокеанской эскадрой — прим.], то есть взять сначала Порт-Артур». Наступление на Ляоян, где сосредотачивались главные силы русской Маньчжурской армии, японцы первоначально планировали начать уже после падения Порт-Артура, когда освободившаяся осадная армия будет переброшена в Маньчжурию под Ляоян.
В планах, выработанных русским военным командованием накануне войны, происходила эволюция взглядов на роль Порт-Артура в этой войне. План, составленный во временном штабе наместника Е. И. Алексеева, основывался на предположении, что, «раз у Ляояна будут своевременно сосредоточены достаточные силы, то и наступление японской армии к Порт-Артуру немыслимо, почему для обороны Порт-Артура можно назначить только его гарнизон с самыми незначительными добавлениями». Наоборот, военный министр А. Н. Куропаткин во всеподданнейшей записке от 24 июля 1903 года признавал «наиболее желательным и возможным планом действий японцев» тот, при котором они постараются сразу занять Корею и овладеть Порт-Артуром. По мнению Куропаткина, достаточные силы для борьбы с Японией могли быть выставлены в Южной Маньчжурии только во вторую половину года после объявления мобилизации. До этого времени Квантун будет отрезан от России, и потому численность размещенных там русских войск должна быть увеличена. И поначалу Куропаткину удалось убедить в этом наместника Алексеева, который 12 (25) февраля 1904 года докладывал царю, что возможное наступление японцев на Порт-Артур «для общих интересов наших на всем театре войны может быть признано скорее выгодным», так как крепость уже имеет 20-тысячный гарнизон. Но Куропаткин требовал и добился ещё большего усиления крепостного гарнизона, так как считал, что «если осаждённый Порт-Артур не будет иметь достаточного гарнизона, то командующий армией, тревожась за участь крепости, может быть вынужден к переходу в наступление не сосредоточенными силами, и это неизбежно приведёт к поражению». Назначенный командующим Маньчжурской армии, он «считал, что 45 тысяч [чел.] хватит для отражения штурма. Наоборот, силы Маньчжурской армии, сосредотачиваемые под Ляояном, казались ему недостаточными для перехода в контрнаступление». Порт-Артур он считал лишь крепостью, предназначенной только к тому, чтобы «приковать к себе как можно больше вражеских сил». До достижения им численного превосходства над противником он считал и вредным, и опасным оборонять какие-либо отдалённые пункты. Убеждённый в том, что исход войны с Японией решится на полях Маньчжурии, Куропаткин с самого начала решил позволить японцам осадить Порт-Артур, который мог, как он в то время предполагал, продержаться несколько месяцев, отвлекая на себя значительную часть сил японской армии. Командующий русской армией сознательно отказался от активных действий в начале войны, предоставив инициативу противнику, который и воспользовался этим для развёртывания своих армий и подготовки к наступлению. Малочисленные отряды, которым Куропаткин поручил сдерживать наступление врага на этом первом этапе войны, не могли этого сделать. Высаживая армии по очереди, по частям, японцы тем самым давали русским определённые преимущества, которыми те и не подумали воспользоваться. Приказы Куропаткина «атаковать, но без решимости» и «с превосходящими силами в бой не вступать» действовали удручающим образом на войска, убивали в командирах желание схватиться с врагом и победить его. А когда войскам приказывается «не вступать в бой с превосходящими силами», то и дело всегда кончается тем, что они боятся тронуть и неприятельский дозор.

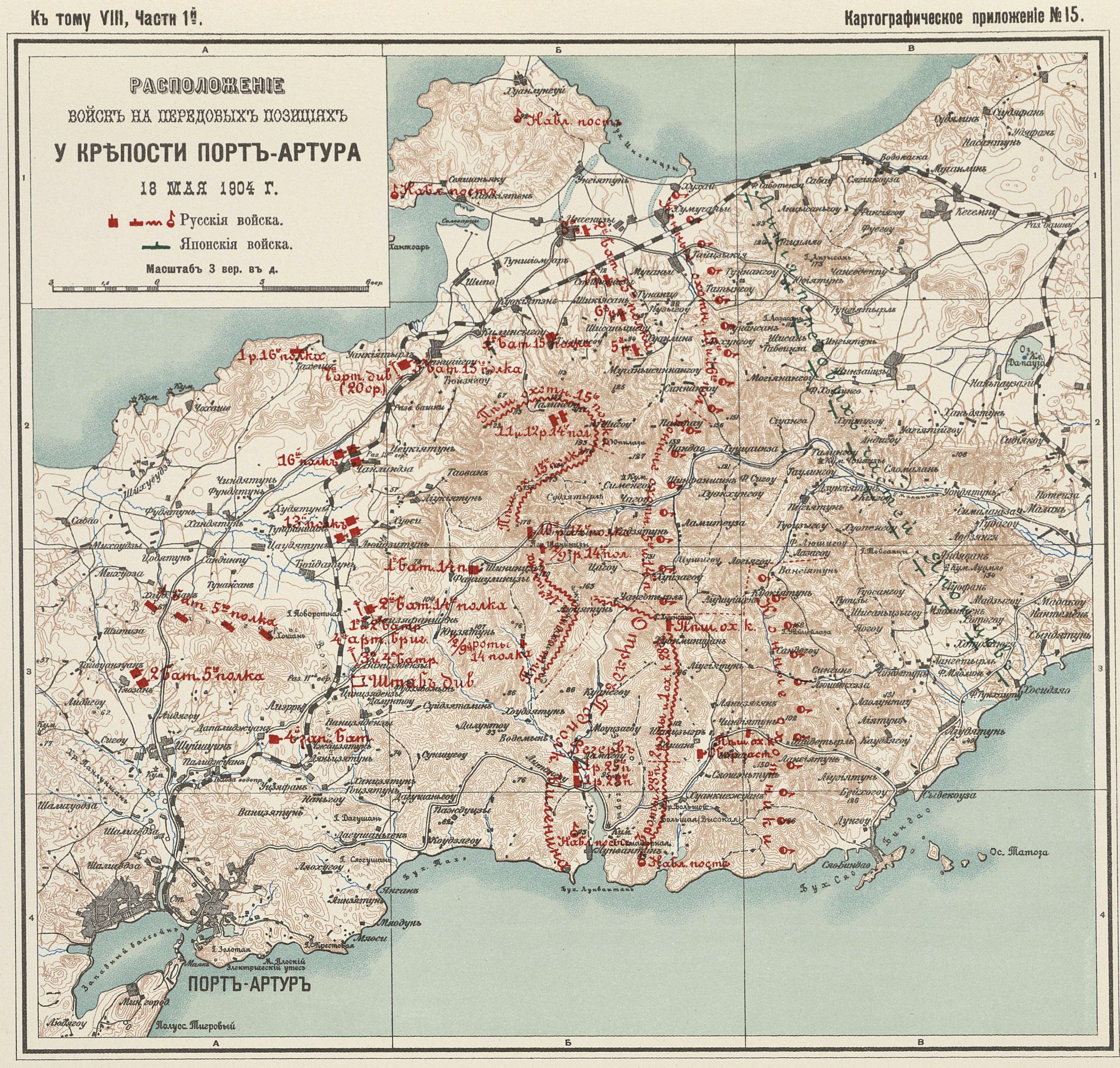
Расположение войск на позициях у Порт-Артура на 18 мая 1904 г.

Подводя итог, можно сказать, что осада Порт-Артура началась по двум причинам. Во-первых, потому, что японское командование считало необходимым в кратчайшие сроки уничтожить русский флот, который там базировался. Для достижения этой цели оно готово было пойти на любые жертвы: ведь погибшие солдаты 3-й армии Ноги могли быть заменены, но Соединённый флот Того должен был победить с теми же кораблями, с которыми начал войну, поскольку строительство новых кораблей занимает несколько лет. Во-вторых, вследствие того, что русское сухопутное командование решило не мешать началу этой осады, считая для себя выгодным, чтобы Порт-Артур отвлёк на себя войска противника.
Порт-Артур был отрезан от сухопутных сообщений с Маньчжурской армией с 23 апреля (6 мая) 1904 года (после высадки 2-й армии Оку в Бидзыво) и от морских сообщений через китайский порт Инкоу — с 11 (24) июля 1904 года (после боя у Ташичао). 13 (26) мая 1904 года японская 2-я армия Оку прорвала оборону русских на Цзиньчжоуском перешейке, преграждавшему подступы к Порт-Артуру в самой узкой части Ляодунского полуострова. В результате этой победы японцы 19 мая (1 июня) 1904 года заняли порт Дальний, который стал местом сосредоточения 3-й армии Ноги, предназначенной для действий против Порт-Артура. В Дальнем из-за несогласованности русского командования не проведена тщательная эвакуация и как следствие было утеряно большое количество портового имущества, инструмента и станков. Эти трофеи даже позволили японцам отремонтировать в доке Дальнего крейсер «Чиода», подорвавшийся на мине в июле.
Уже 13—15 (26—28) июля 1904 года эта армия атаковала и после упорного боя, стоившего ей 6000 человек убитыми и ранеными, прорвала последние укреплённые позиции русских на Зелёных горах, преграждавших ближайшие подступы к крепости. Фактическая осада Порт-Артура началась тогда, когда 17 (30) июля японцы подошли к городу на расстояние выстрела главного калибра броненосцев, и русские корабли провели первую стрельбу по противнику из гавани. 25 июля (7 августа) 1904 года японская артиллерия провела первую бомбардировку города и порта.

## Укрепления крепости
У китайцев Порт-Артур был соответственным образом укреплённой военной базой. Там было четыре береговых батареи и несколько высоких земляных укреплений, которые окружали город с востока и севера и соединялись между собой земляным валом, впоследствии названным китайской стенкой. Кроме того, в ближайших окрестностях города было свыше двадцати инпаней, обнесённых глинобитной стеной, однако большинство из них были разрушены, поэтому эти укрепления Порт-Артура при передаче его китайцами в 1898 году большой боевой ценности уже не представляли. Заняв город и желая иметь в нём военный порт и базу для флота, Россия должна была создавать здесь заново крепость, к составлению проекта которой приступлено на месте в том же 1898 году, когда город был занят.
Местная комиссия предложила усовершенствовать и перевооружить старые китайские береговые батареи, а затем заменить эти батареи новыми. Линию фортов сухопутного фронта проектируемой крепости признавалось необходимым вынести на Волчьи горы примерно в 8 км от окраины Старого города. Следующий проект, составленный прибывшей в Порт-Артур особой комиссией в октябре 1898 года, отличался от первого проекта главным образом тем, что линия фортов не доходила до Волчьих гор, а шла примерно в 4,5 км от города по линии Дагушань — Драконов хребет — Панлуншан — Угловые горы — Высокая гора и высота Белый волк. Эта линия сухопутной обороны имела протяжение 70 км и требовала 70-тысячного гарнизона и 528 орудий только сухопутного вооружения.
Межведомственное совещание, на рассмотрение которого попал этот проект, стремилось к возможной экономии расходов на Квантун людьми и деньгами. Оно высказало пожелание, чтобы гарнизон Квантуна не превышал наличного там тогда числа штыков и сабель — 11 300 человек, чтобы «организация охраны полуострова не являлась чрезмерно дорогой и опасной в политическом отношении».
Военное ведомство, приняв эту директиву, командировало в Порт-Артур профессора К. И. Величко, занимавшего в то время должность члена Инженерного и Крепостного комитетов, и дало ему для составления проекта крепости руководящие указания. В соответствии с этими указаниями и составлен конечный проект крепости, по которому протяжение сухопутной линии обороны, прошедшей по высотам Драконова хребта, возвышенности перед Кладбищенской горой, Зубчатой горе, возвышенности у деревни Саншугоу, Вальдшнепиному холму, высотам у южного угла Западного бассейна и горе Белый волк, составило 19 км. Центр дуги, по которой расположились все форты сухопутной линии, вход во внутренний рейд у оконечности так называемого Тигрового хвоста, а радиус этой дуги 4 км; она замыкалась приблизительно 8,5-километровой приморской позицией в виде тупого входящего угла около 13°.
Кроме главной оборонительной линии из шести фортов и пяти промежуточных укреплений, проект предусматривал ещё окружение Старого города и Восточного бассейна непрерывной центральной оградой из опорных пунктов временного характера и связывающих их линий из вала со рвом, имеющим отвесный контрэскарп и фланковую оборону. И хотя возведение главной оборонительной линии намечалось в первую очередь, но так как эта линия обладала недостатками, вызывавшимися экономическими соображениями, то во вторую очередь предусматривались и разные передовые постройки и позиции (например, на горе Дагушань). Приморский фронт должен был состоять из 25 береговых батарей, расположенных тремя группами: на Тигровом полуострове, Золотой и Крестовой горах. На все эти батареи назначалось 124 орудия, среди которых 254- и 152-мм пушки, 280- и 229-мм мортиры, 57-мм береговые пушки, полевые батарейные пушки и 152-мм трёхтонные (190-пудовые) пушки обр. 1877 г.

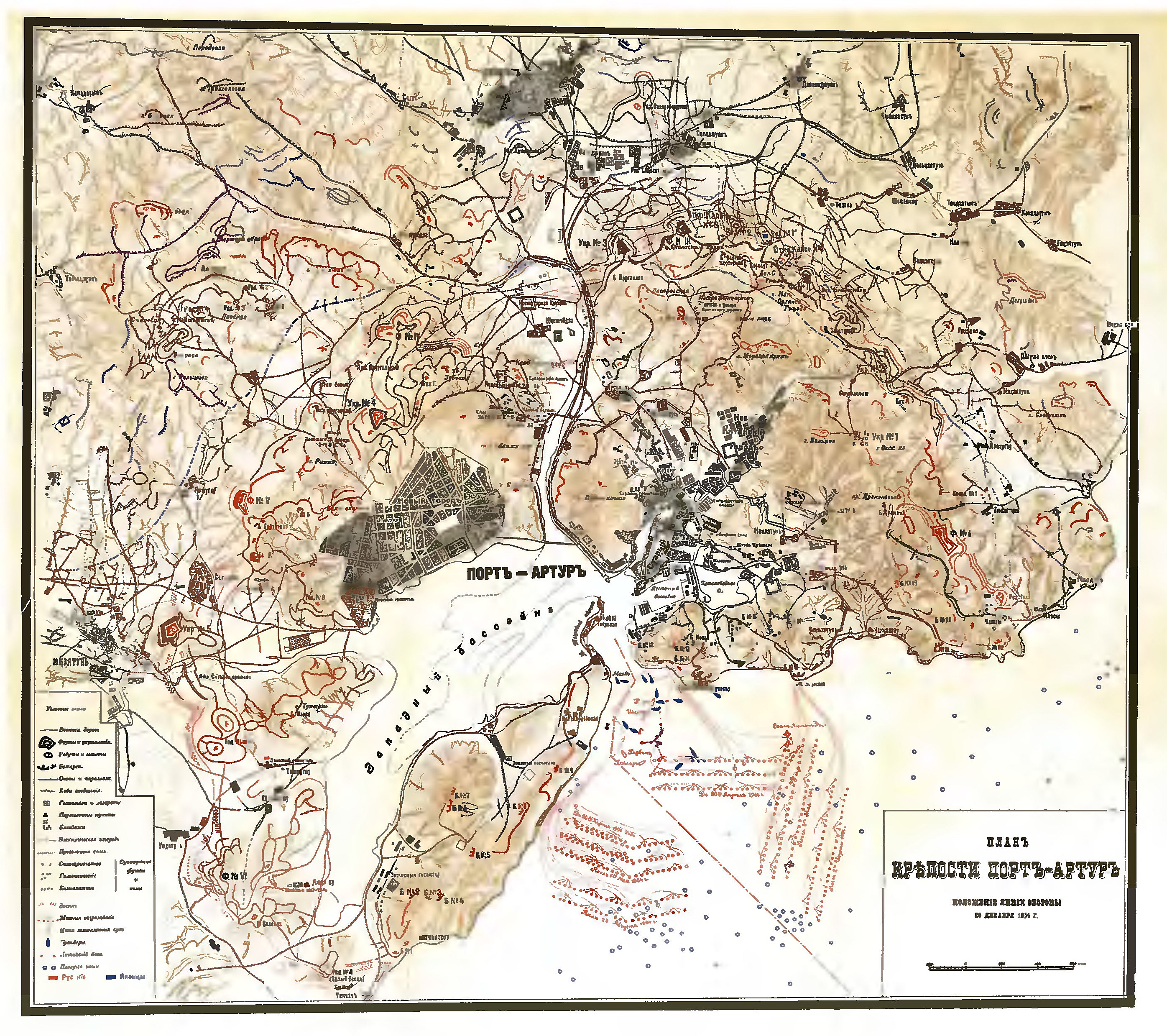
План крепости Порт-Артура, декабрь 1904 г.

Стоимость инженерных работ исчислялась в сумме 7,5 млн рублей; почти во столько же должны были обойтись и все артиллерийские средства. Итого на постройку Порт-Артурской крепости должно было быть отпущено около 15 млн рублей. Эта сумма не кажется чрезмерной, если вспомнить, что сразу все три серийных эскадренных броненосца типа «Полтава» (постройки 1892—1900 годов) в общей сложности обошлись российской казне только на одну треть дороже (по 7—8 млн рублей каждый).
В таком виде проект крепости был утверждён в 1900 году, к работам приступили несколько раньше. Но из-за малых денежных отпусков эти работы велись не сразу, а разделены на три очереди, с расчётом окончить постройку крепости в 1909 году. И до 27 января (9 февраля) 1904 года, когда уже началась русско-японская война, на оборонительные работы отпущено всего 4,5 млн рублей — менее трети необходимого. Поэтому к означенному сроку в крепости произведено лишь немногим более половины работ, причём наибольшее внимание обращено на приморский фронт, который оказался в наибольшей степени готовности: на нём были возведены 21 батарея, в том числе 9 долговременного типа и ещё 12 временных, и 2 пороховых погреба. На сухопутном фронте были окончены только форт № IV, укрепления № 4 и 5, батареи литеров А, Б и В и 2 питательных погреба. Остальные сооружения или ещё не окончены, или только начаты постройкой, или даже совсем не начаты. К числу таких неоконченных, но имевших первостепенное значение при обороне крепости (так как на них впоследствии велась сухопутная атака), относились форты № II и III и временное укрепление № 3. К началу войны Порт-Артурская крепость имела 116 готовых к действию артиллерийских орудий, из них на морском направлении 108, а на сухопутном вообще всего лишь 8 (на форту № IV) орудий вместо 542 по табели.
После начала боевых действий возведение укреплений ускорилось по плану инженер-подполковника С. А. Рашевского и под руководством начальника 7-й Восточно-Сибирской стрелковой дивизии генерал-майора Р. И. Кондратенко. Работы велись и днём и ночью. В город прибывали эшелоны с войсками, артиллерией, пулемётами и боеприпасами. Но сделать за пять месяцев, притом импровизированно, работы, которые были рассчитаны на пять лет, было невозможно.
Реальные боевые действия внесли коррективы в вид и систему обороны морской базы. Уже 11 февраля (24 февраля) японцы предприняли первую из нескольких попыток закупорить выход из гавани пароходами-брандерами. 4—5 пароходов, шедших ночью под прикрытием миноносцев, безуспешно пытались дойти до района Золотая гора — мыс Тигровый Хвост. Отражение этой ночной атаки вынудило установить несколько береговых батарей на склонах Золотой и Маячной гор в непосредственной близи от воды. Эти батареи должны были вести настильный огонь по внешнему рейду. Тем самым закрывались мёртвые углы, которыми обладали высоко расположенные батареи берегового фронта. В частности для обустройства этих новых позиций использовались 120-мм орудия вооружённого парохода «Ангара». По указанию командующего эскадрой, вице-адмирала С. О. Макарова, в феврале-марте на внешнем рейде затоплены 3 парохода — «Хайлар», «Харбин» и «Шилка», дополнившие «риф» из потопленных японских брандеров. За этим противоминным и противобрандерным барьером часто дежурил один из крейсеров, тем самым усиливая охрану гавани на ближних подступах.
К началу 17 (30) июля 1904 года тесной осады Порт-Артура японскими войсками фортификационные сооружения крепости состояли из пяти фортов (№ I—V), трёх укреплений (№ 3—5) и четырёх отдельных артиллерийских батарей (литер А, Б, В и Д). В промежутках между ними были вырыты стрелковые окопы, прикрывавшиеся колючей проволокой и на самых опасных направлениях зарытыми в землю фугасами. На флангах оборудованы также передовые позиции полевого типа на горах Сягушань, Дагушань, Высокая и Угловая. В сторону долины Шуйшин были вынесены редуты Кумирненский, Водопроводный и Скалистый. За поясом основных укреплений, между ними, а также на приморском фронте были установлены батареи и отдельные огневые точки кинжального действия: из них наиболее известны в истории обороны Большое и Малое Орлиные гнёзда, Заредутная батарея, Приморские номерные батареи, редуты № 1 и 2, Курганная батарея, Перепелиная гора, Спина Дракона и др.
Система крепостных сооружений опиралась на довольно выгодный для обороны рельеф местности. Все укрепления были сооружены на горах, напротив которых к северу сравнительно ровная местность. По мере приближения к укреплениям она переходила в открытую покатую местность, находившуюся под обстрелом артиллерийского и ружейного огня защитников. Всюду имелись наблюдательные пункты для корректирования артиллерийского огня. Задние склоны высот служили хорошим прикрытием для людей и орудий.
Организационно сухопутная оборона Порт-Артура делилась на два сектора. Первый — под командованием командира 1-й бригады 7-й стрелковой дивизии генерал-майора В. Н. Горбатовского — включал территорию от Крестовой горы до форта № V, второй — под командованием командира 2-й бригады 7-й стрелковой дивизии генерал-майора Церпицкого — начинался от форта № V и заканчивался редутом Белый Волк. В состав первого из секторов входили Восточный и Северный фронты, в состав второго — наименее готовый к боям Западный фронт. Начальником сухопутной обороны крепости был назначен начальник 7-й Восточно-Сибирской стрелковой дивизии генерал-майор Р. И. Кондратенко. Всеми резервами руководил начальник 4-й стрелковой дивизии генерал-майор А. В. Фок. Общее руководство обороной крепости формально должен был осуществлять комендант крепости генерал-лейтенант Смирнов, но фактически верховное командование с самого начала находилось в руках начальника бывшего Квантунского укреплённого района генерал-лейтенанта А. М. Стесселя.

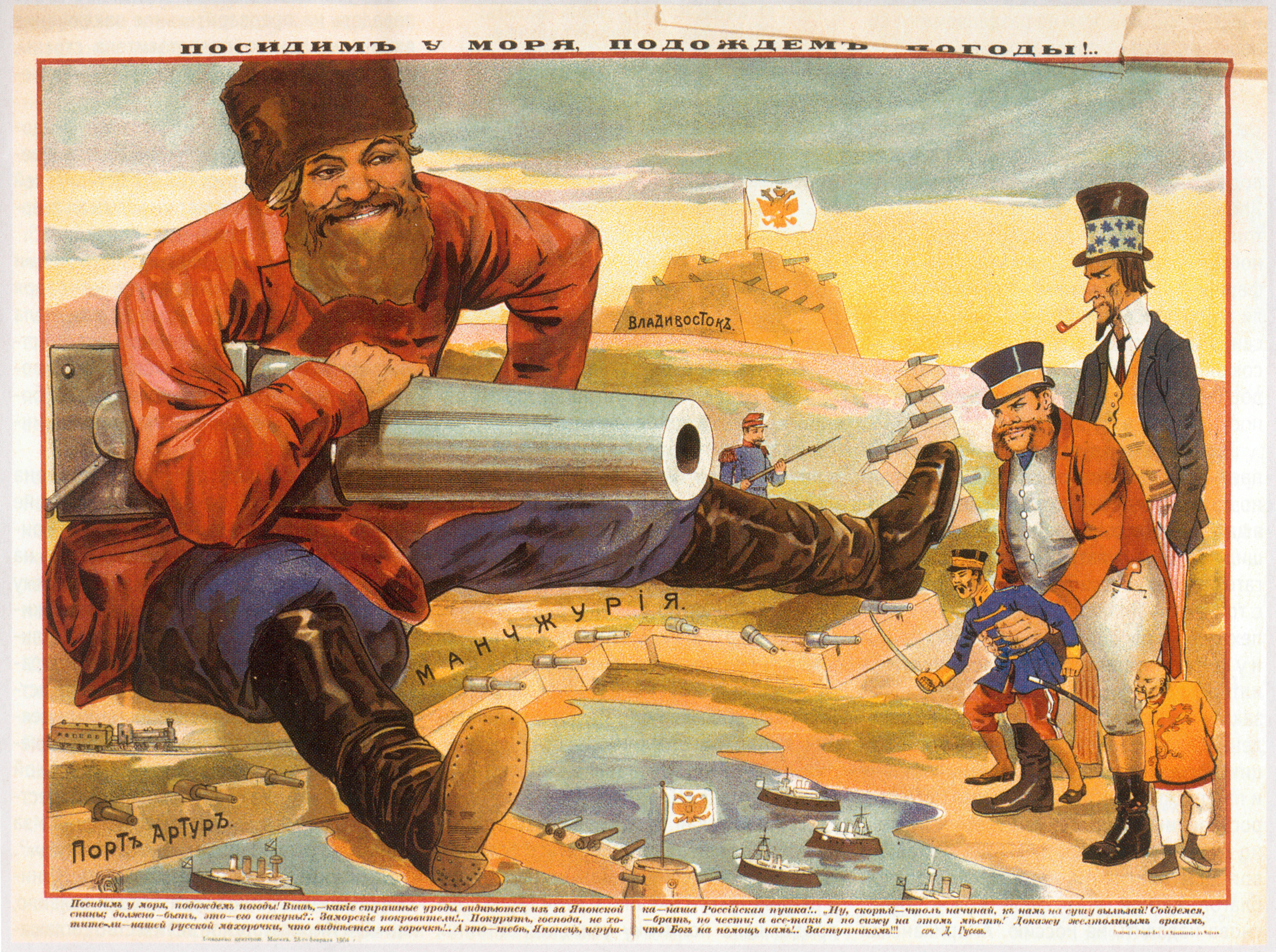
Русский плакат начала русско-японской войны, 1904

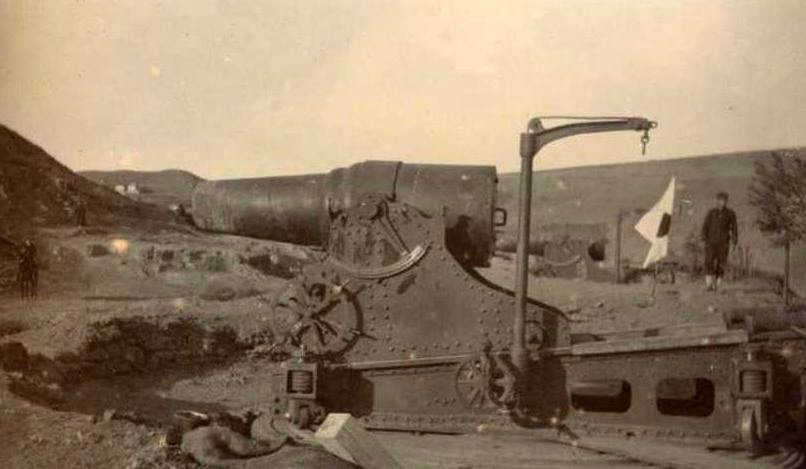
Японская 11-дюймовая мортира, использовавшаяся при осаде крепости, 1904

Одним из существенных недостатков порт-артурской крепости было то обстоятельство, что её оборонительная линия слишком тесно примыкала к городу и гавани, что давало японцам возможность подвести пушки к тем позициям, с которых город стал обстреливаться с самых первых дней осады. В конечном счёте сам Порт-Артур не удовлетворял теоретическим условиям тогдашней нормальной крепости. Некоторые укрепления наружного обвода отстояли от города на расстоянии меньше нормального предела — 4 км. Так, форт № III был удалён от города на 2,5 км, а форты № IV и V находились от окраины Нового города всего в 1,5 км. И даже если считать охраняемой площадью только Восточный бассейн, где укрывалась русская эскадра, то и тогда оказывалось, что линия сухопутных фортов отстояла от границы всего на 3 км. Осаждённый Порт-Артур не мог служить надёжной базой флоту: главная линия обороны проходила на расстоянии меньшем, чем дальность стрельбы японской армейской и осадной артиллерии. Понятно, что такая близость укреплений к городу вызывала бомбардировку последнего и порта с самых первых же выстрелов, причём страдали суда, склады и госпитали, а по улицам летали не только снаряды, но и ружейные пули. Такое сужение обвода было вызвано исключительно соображениями экономии и желанием вогнать протяжение обвода в соответствие со строго выделенной для города живой силой. «Благодаря неготовности крепости и необорудованности её порта … правильная идея „существования Артура для флота“ была сведена на нет: крепость не могла обеспечить эскадру от огня сухопутных японских батарей».
Как писал журналист английской газеты Daily Mail Б. Норигаард, Порт-Артур был бы в полном смысле слова неприступной крепостью, «если бы русские имели достаточно времени, чтобы укрепить также и внешнюю линию обороны … вдоль гряды Фенхоаншаня и Дагушаня». Эта внешняя линия, господствовавшая на большом протяжении над русскими фортами и укреплениями, стала исходным пунктом японского наступления, она хорошо прикрывала развёртывание японских войск, их полевые лагеря и осадные орудия.

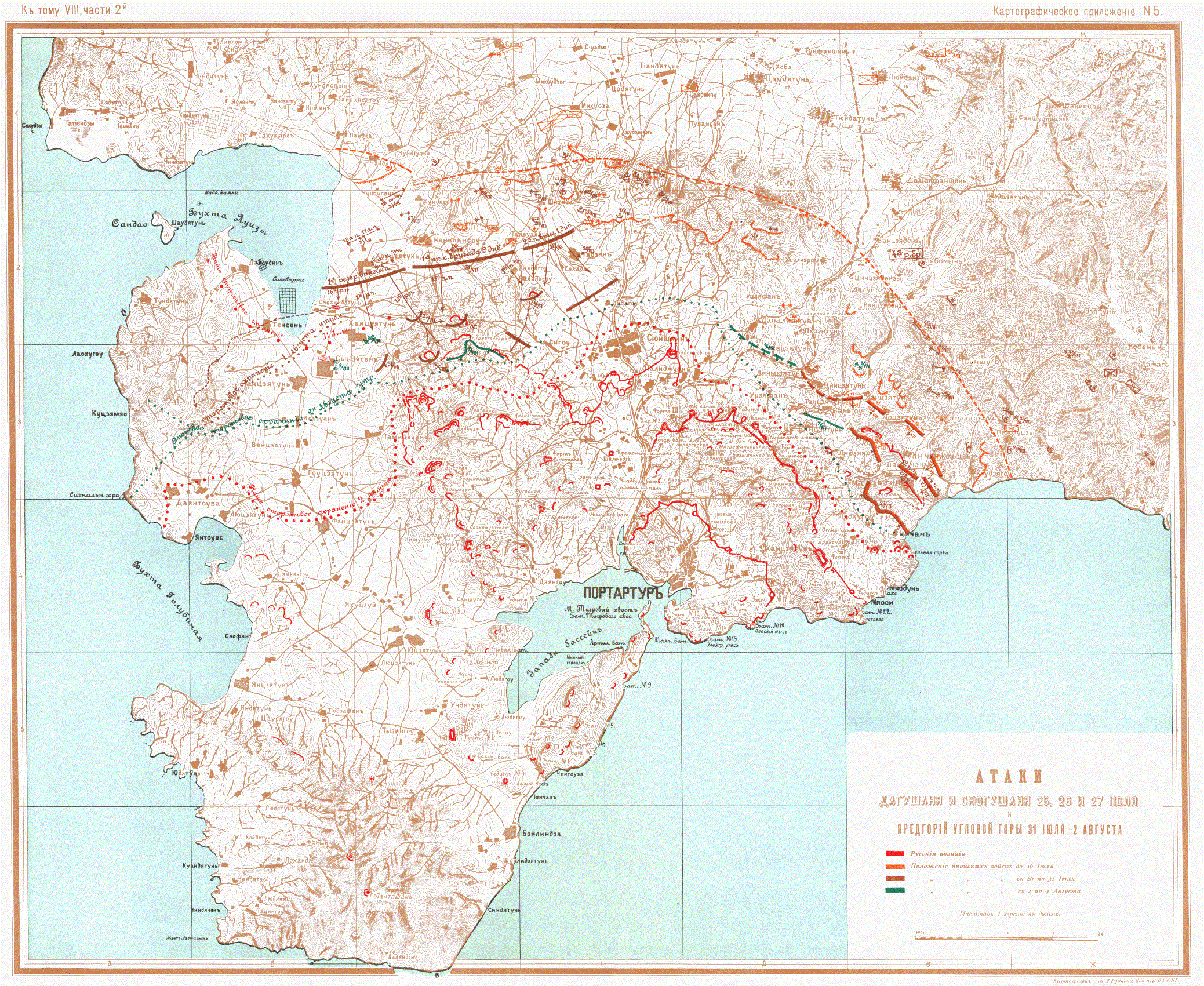
Атаки японцев на передовые укрепления в конце июля 1904 г.

Были недостатки и в самой фортификационной системе: слишком малое количество долговременных укреплений, которые к тому же не были замаскированы на местности, расположение их на одной линии с большими «мёртвыми» (непростреливаемыми) зонами, отсутствие в крепости хороших дорог для манёвра войсками и артиллерией, отсутствие средств воздушного наблюдения (аэростатов), ненадёжная связь. Только один Восточный фронт обороны мог считаться сколько-нибудь законченным. Северный фронт был закончен лишь наполовину. Западный фронт был еле обозначен, между тем здесь находился ключ крепости — гора Высокая (или высота 203) — "Малахов курган" Порт-Артура, с которой хорошо просматривался весь город и морской рейд и с занятием которой японцами обрекалась на гибель вся русская эскадра. Эти недостатки в фортификационной системе крепости должен был восполнять сам гарнизон крепости, к счастью, состоявший большей частью из молодых солдат срочной службы в возрасте до 30 лет, которые отличались крепким здоровьем и высоким боевым духом.
К 17 (30) июля 1904 года на вооружении Порт-Артурской крепости было всего 646 артиллерийских орудий и 62 пулемёта, из этого числа 514 орудий и 47 пулемётов было установлено на сухопутном фронте. Для защиты с моря имелось: 5 10-дюймовых (254-мм) пушек (10 по табелю), 12 9-дюймовых (229-мм) пушек, 20 современных 6-дюймовых пушек Кане, 12 6-дюймовых пушек в 190 пудов обр. 1877 г. (4 по табелю), 12 120-миллиметровых пушек, 28 57-миллиметровых пушек (24 по табелю), а также 10 11-дюймовых (280-мм) и 32 9-дюймовых (229-мм) мортир. Снарядов имелось всего 274 558 (из них тяжёлых: 2004 11-дюймовых, 790 10-дюймовых (254-мм) и 7819 9-дюймовых), в среднем около 400 на каждое орудие. Почти с самого начала войны стала ясна бесполезность мортир против кораблей, и они стали использоваться для обороны на сухопутном фронте (как впрочем и большинство пушек были либо перенесены туда, либо получили возможность круговой стрельбы). Однако тут сказалась чрезвычайно малые (в сравнении с 35 000 израсходованных японской армией во время осады 11-дюймовых снарядов) для этого запасы снарядов. Кроме того, уже в ходе обороны на сухопутный фронт были переданы 164 снятых с ряда кораблей морских орудий.
Для перевозки грузов, материальной части, боевого запаса, продовольствия и прочего в крепости было 4 472 лошади. К дню тесного обложения крепости гарнизон был обеспечен продовольствием: мукой и сахаром на полгода, мясом и консервами только на один месяц. Затем пришлось довольствоваться кониной. Запасов зелени было мало, из-за чего во время осады в гарнизоне было много случаев заболевания цингой.

## Оборона

### Бои за передовые укрепления
25 июля (7 августа) 1904 года японцы открыли ожесточённый огонь по передовой позиции Восточного фронта — редутам Дагушань и Сяогушань — и к вечеру их атаковали. Весь день 26 июля (8 августа) 1904 года там шёл упорный бой, и в ночь на 27 июля (9 августа) 1904 года оба редута были оставлены русскими войсками. Русские потеряли в боях 450 солдат и офицеров. Потери японцев, по их данным, составили 1280 человек.

### Первый штурм
6 (19) августа 1904 года японцы начали бомбардировку Восточного и Северного фронтов, и последний атакован. 6—8 (19—21) августа японцы энергично атаковали Водопроводный и Кумирненский редуты и Длинную гору, но отовсюду отражены, успев занять лишь Угловую и укрепление Панлуншань.
8—9 (21—22) августа генерал Ноги штурмовал Восточный фронт, овладел ценою больших потерь передовыми редутами и 10 августа (23 августа) 1904 подошёл к линии фортов. В ночь на 11 (24) августа 1904 года он думал нанести крепости решительный удар в промежуток между фортами II и III, но удар этот был отражён. Форты и Китайская стенка остались за осаждёнными.

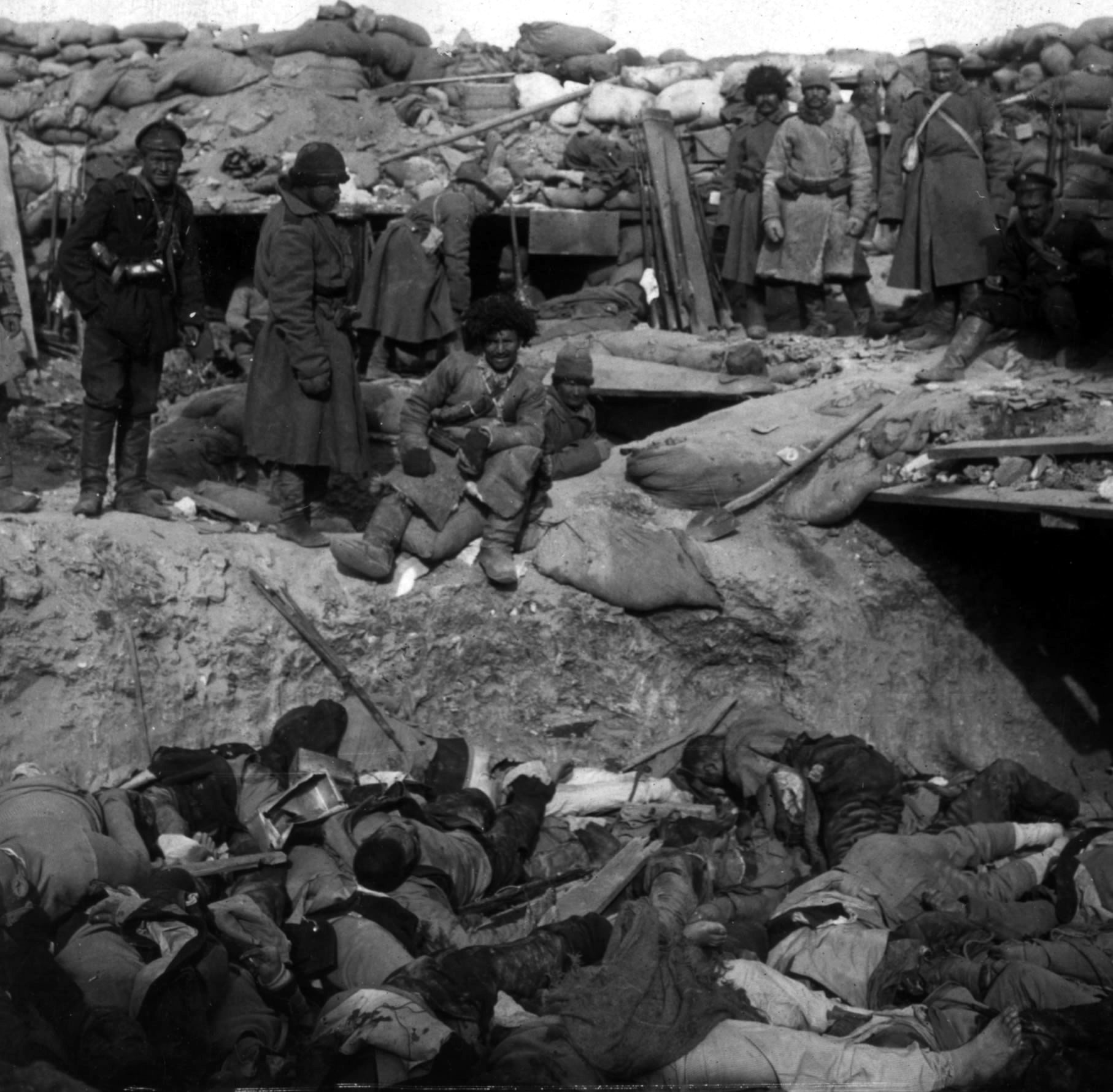
Русские солдаты над траншеей с убитыми японцами

В этом четырёхдневном сражении полегла почти половина японской армии — 20 000 человек (из них 15 000 перед Восточным фронтом). Потери российской армии составили около 3 000 убитых и раненых.

### Осада и второй штурм
После неудачи первого штурма М. Ноги на некоторое время перешёл к осаде. Японцы получали подкрепления и строили осадные сооружения.
Второй штурм начался 6 (19) сентября 1904 года, и к утру 7 (20) сентября 1904 года японцы овладели передовыми позициями русских — Водопроводным и Кумирненским редутами и Длинной горой. 8—9 (21—22) сентября шёл упорный бой за Высокую гору, в которой японцы видели ключ к Артуру. Однако японцам не удалось взять Высокую гору — её сохранением в результате боёв 9 сентября русская армия обязана глазомеру и находчивости полковника Ирмана, решительности лейтенанта Подгурского и героизму стрелков 5-го полка. Подгурский с тремя охотниками выбил пироксилиновыми шашками три роты японцев, занявших было люнеты. Потери русских составили 1500 человек, японцев — 6000.

### Продолжение осады и третий штурм

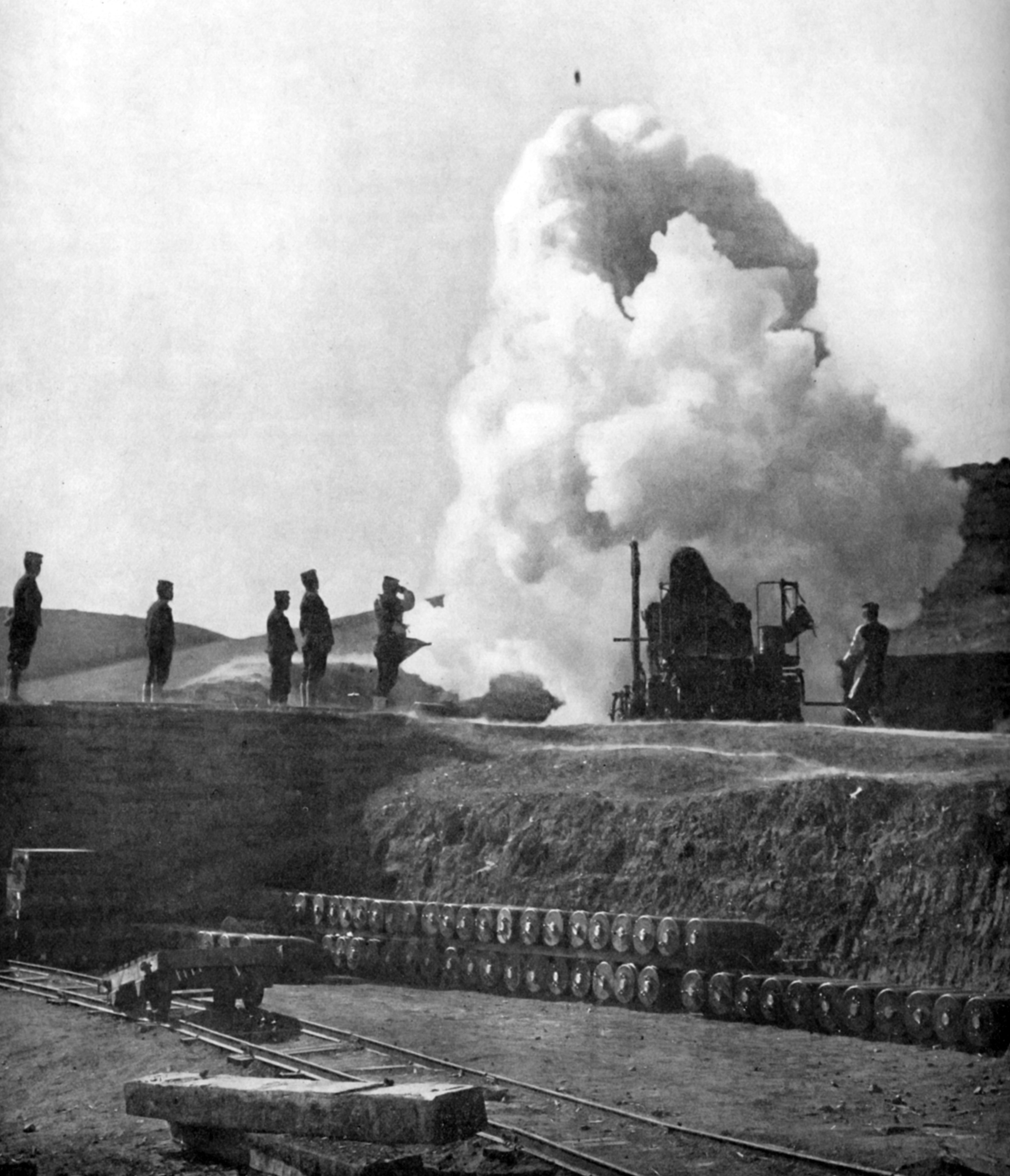
Осадная японская 11" мортира стреляет по Порт-Артуру

После очередной неудачи японцы развернули земляные работы в ещё больших масштабах. Сапёры, выйдя на передовую линию, рыли день и ночь, подводя параллели, траншеи и ходы сообщения к фортам и другим укреплениям Порт-Артура.
18 сентября (1 октября) 1904 года осаждавшие впервые применили для обстрела крепости 11-дюймовые гаубицы, снаряды которых пробивали бетонные своды фортов и стены казематов. Русские солдаты по-прежнему стойко держались, хотя положение их и ухудшилось. С 29 сентября фронтовики стали получать по 1/3 фунта конины на человека, и то только два раза в неделю, но хлеба было ещё достаточно, его выдавали по 3 фунта на день. Из продажи исчезла махорка. В связи с тяготами окопной жизни и с ухудшением питания появилась цинга, которая в отдельные дни вырывала из рядов больше людей, чем снаряды и пули противника.

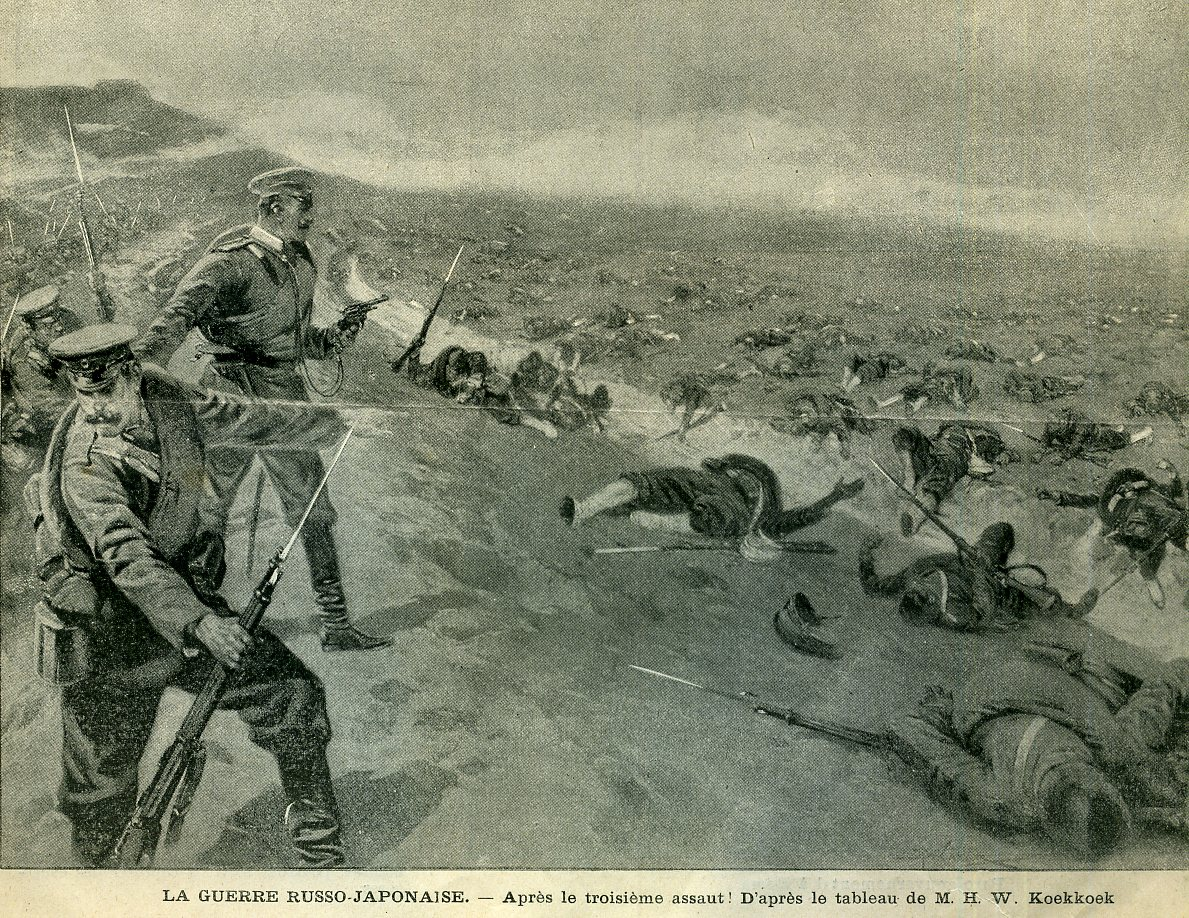
Тела убитых японцев перед русскими окопами после третьего штурма

После того как 22 сентября японские силы заняли гору Длинная, что позволило им корректировать огонь по стоявшим на внутреннем рейде русским кораблям, роль береговой артиллерии оборонявшихся ещё более возросла. Нехватка боеприпасов заставила защитников крепости проявить большую изобретательность. В портовых мастерских было освоено производство собственных боеприпасов, и в октябре 1904 года там изготавливалось по 20—30 6-дюймовых чугунных снарядов, а также отливались 3-дюймовые фугасные гранаты из бронзы.
17 (30) октября 1904 года после трёхдневной артиллерийской подготовки, безусловно ослабившей силу обороны, генерал Ноги отдал приказ для генеральной атаки. Утром осадная артиллерия открыла шквальный огонь. К полудню он достиг предельной силы. Поддерживаемая артиллерией, японская пехота пошла на приступ. Атаки кончились полным разгромом японцев. Хотя 18 (31) октября 1904 года было совершенно ясно, что очередной штурм крепости провалился, тем не менее Ноги приказал продолжать атаки против форта № II. Бой начался в 5 часов пополудни и длился с перерывами до часу ночи и опять безуспешно для японцев.

### Четвёртый штурм. Гибель эскадры

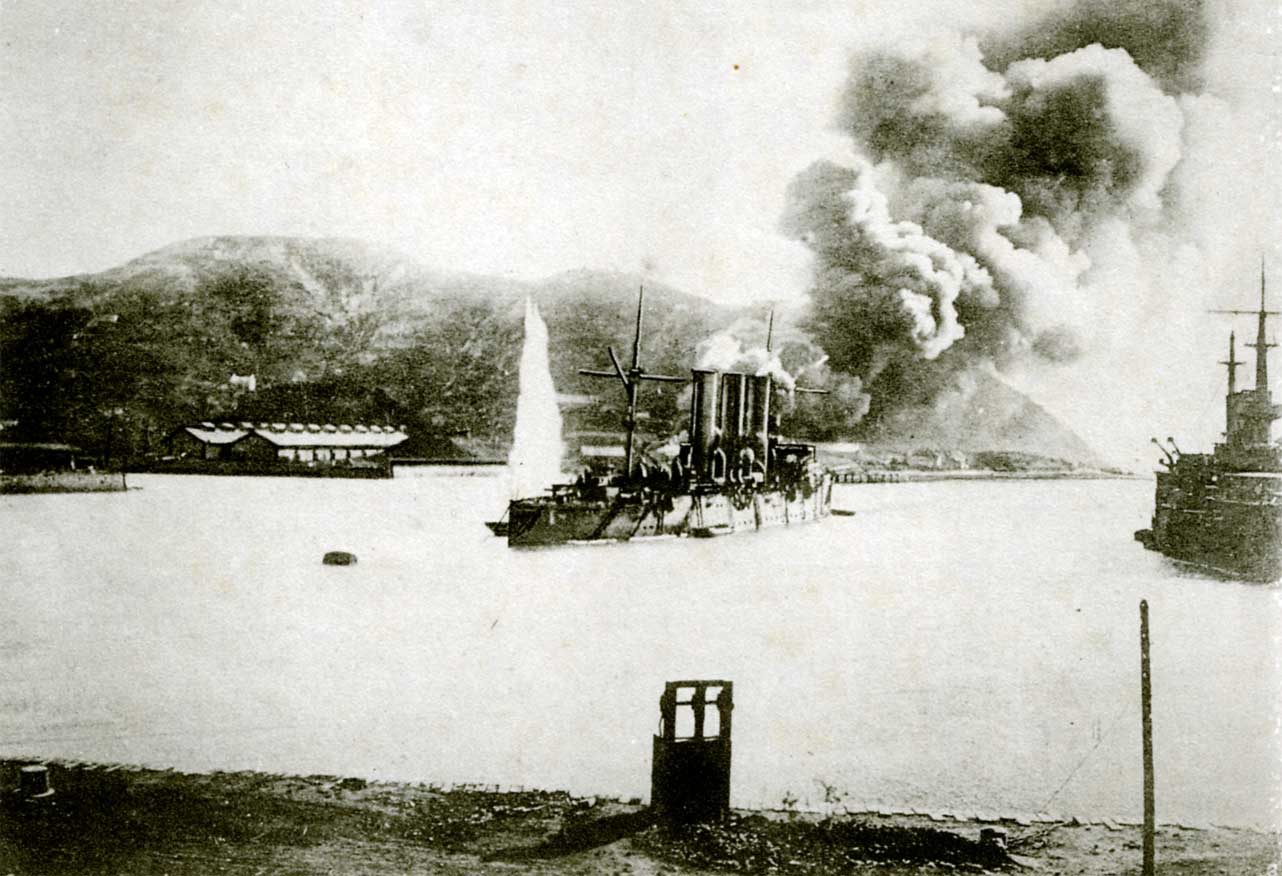
Обстрел русских военных кораблей в гавани Порт-Артура японской артиллерией

В первых числах ноября армия Ноги усилилась новой (7-й) пехотной дивизией. 13 (26) ноября 1904 года генерал Ноги предпринял четвёртый — общий — штурм Артура. Удар был направлен с двух сторон — на Восточный фронт, где свёлся к отчаянному бешеному натиску, и на гору Высокая, где разыгралось девятидневное генеральное сражение всей осады.
В бесплодных атаках оборонительных укреплений крепости японские войска потеряли в атакующих дивизиях до 10 % живой силы, но главная задача штурма, прорвать фронт русских, осталась невыполненной.

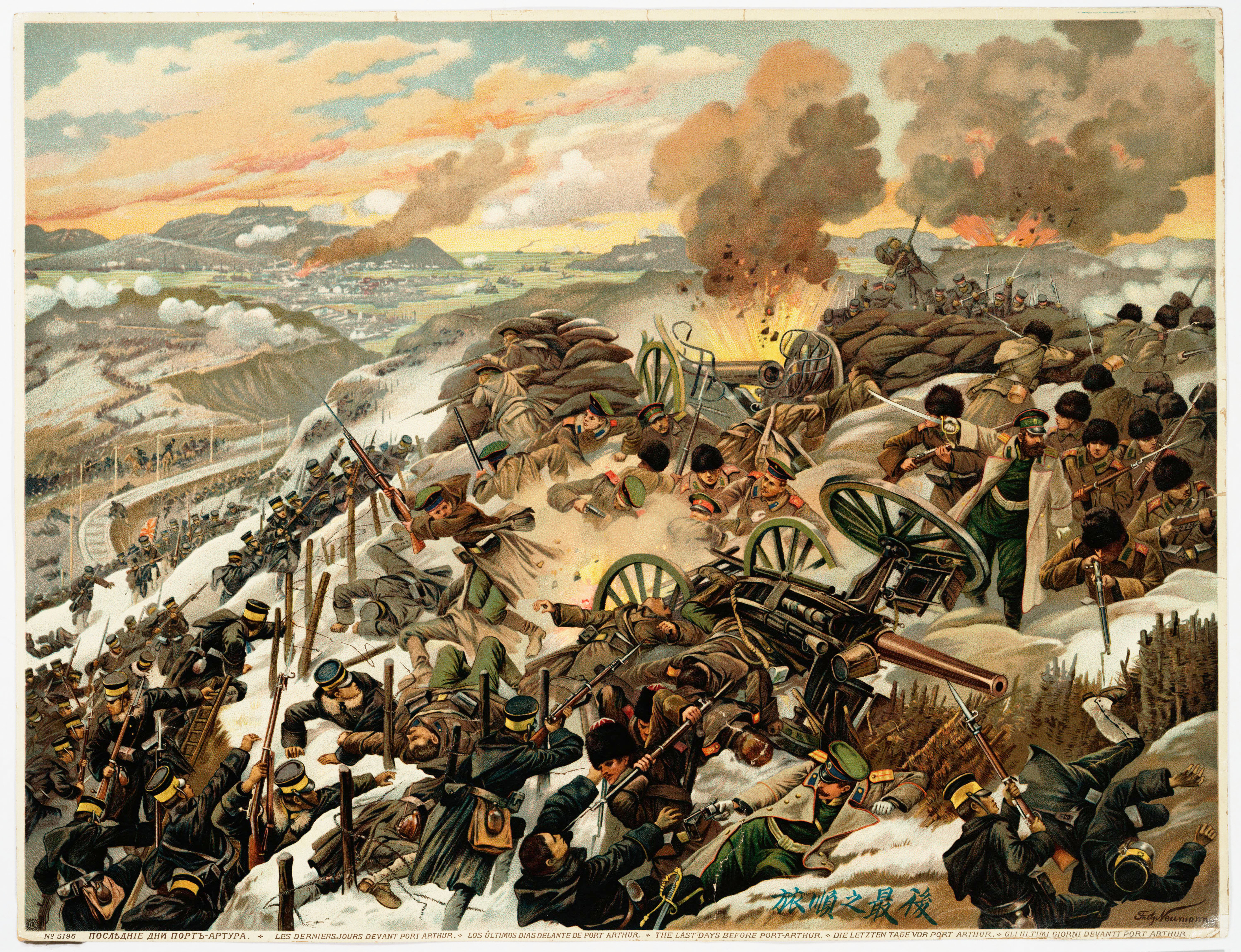
Последние дни Порт-Артура. Рисунок Фрица Неймана

Генерал Ноги, оценив обстановку, решил прекратить атаки на широком (Восточном) фронте и сосредоточить все силы для захвата горы Высокая, с которой, как ему стало известно, просматривалась вся Порт-Артурская гавань. 2 — 3 (15 — 16) декабря защитники форта № 2 подверглись атаке с применением удушающих газов. После ожесточённых боёв, продолжавшихся десять дней, 22 ноября (5 декабря) 1904 года Высокая была взята. В боях за Высокую японская армия потеряла до 12 тысяч солдат и офицеров, на всем фронте около 18 000. Потери русских войск на Высокой доходили до 4500 человек, а на всем фронте превысили 6 000. На другой день после захвата горы японцы оборудовали на ней наблюдательный пункт для корректировки артиллерийского огня и открыли стрельбу из 11-дюймовых гаубиц по кораблям Порт-Артурской эскадры. Таким образом, была окончательно предрешена участь русских броненосцев и крейсеров.

### Капитуляция крепости
20 декабря 1904 года (2 января 1905) генерал А. М. Стессель заявил о своём намерении вступить в переговоры о сдаче. Это было сделано вопреки мнению Военного совета крепости, который выступал за продолжение обороны.

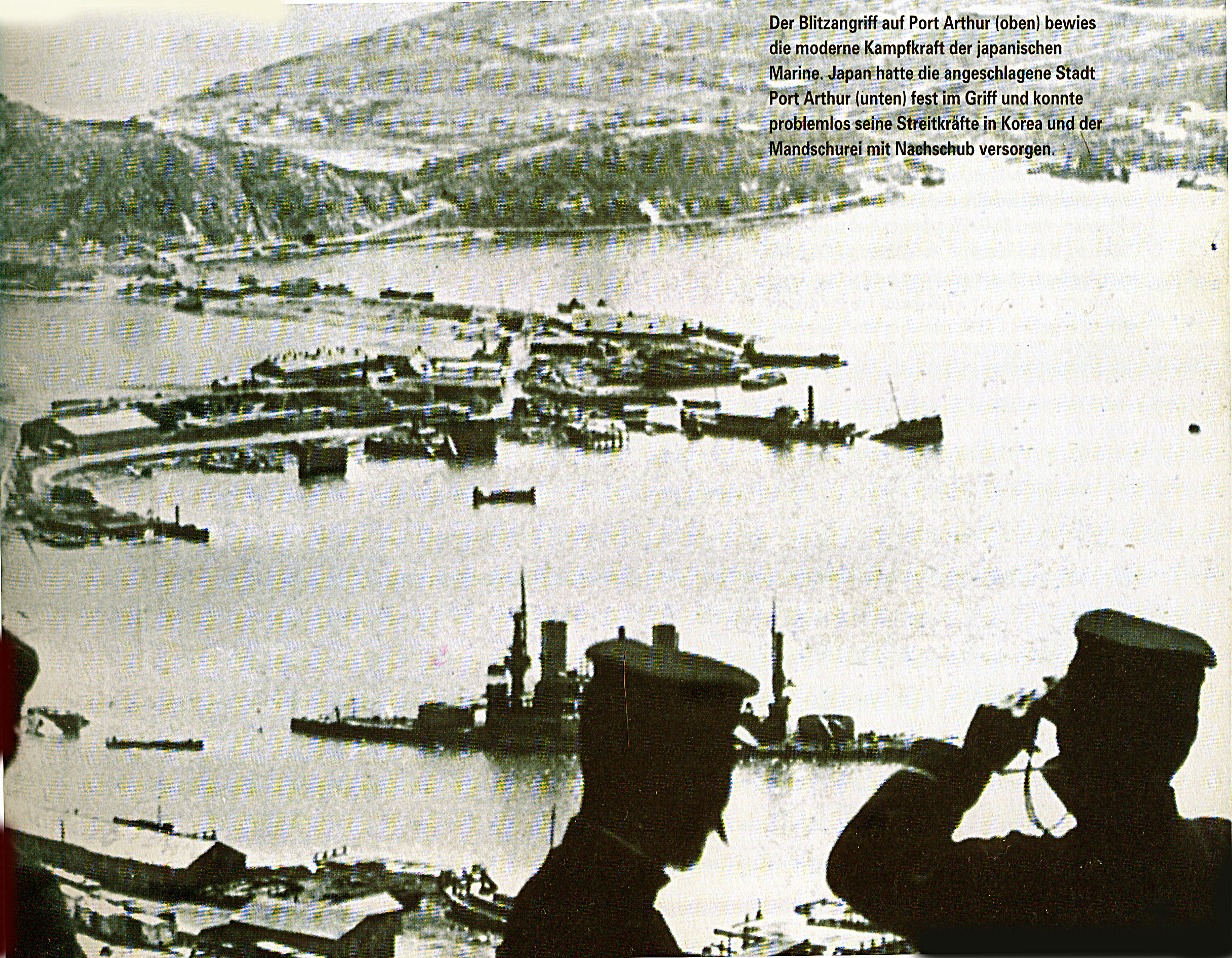
Японцы в Порт-Артуре. На переднем плане — затонувший броненосец «Полтава»

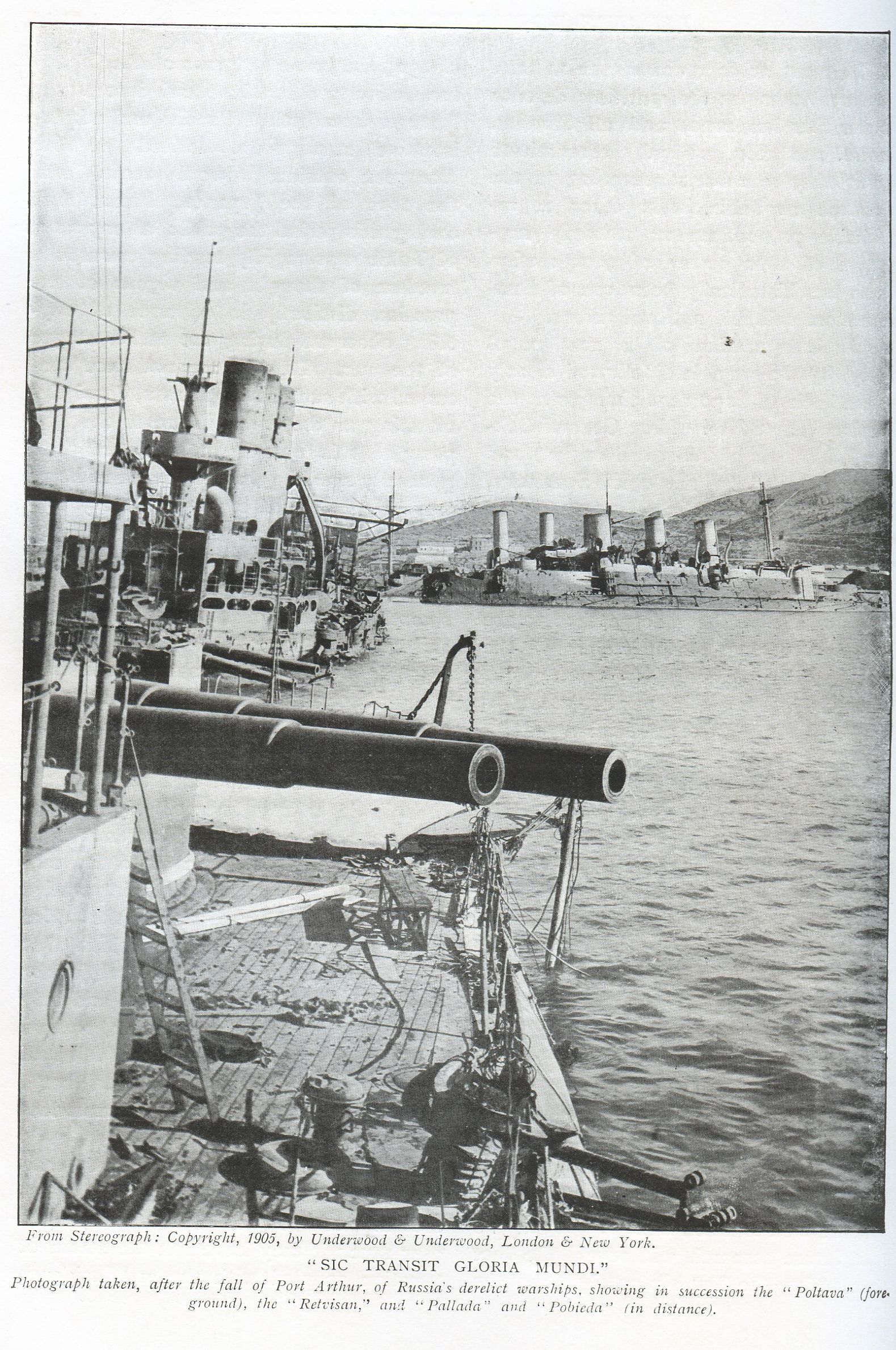
Фотография затопленных русских кораблей в гавани Порт-Артура. На переднем плане «Полтава» и «Ретвизан», далее «Победа» и «Паллада».

Незадолго до этого генерал Смирнов направил донесение главнокомандующему А.Н. Куропаткину, в котором утверждал, что Стессель «... вследствие отсутствия познаний по части артиллерийской и инженерной руководить обороной крепости по этим отделам не может; что же касается войсковой части..., то, ввиду проявленной им неоднократно трусости, он руководить и этой частью не в состоянии...».
Перед сдачей крепости Стессель отправил императору Николаю II телеграмму, в которой говорилось: «Ваше Величество, простите нас. Мы сделали все, что в человеческих силах. Судите нас, но судите милостиво, так как почти одиннадцать месяцев непрерывных боев исчерпали наши силы...»
23 декабря 1904 года (5 января 1905) была заключена капитуляция, согласно которой гарнизон в составе 23 000 человек, из которых боеспособных было порядка 10—11 тысяч человек, остальные больные и раненые, сдавался военнопленными со всеми запасами боевого снаряжения. Офицеры могли вернуться на родину, дав честное слово, что не будут участвовать в военных действиях. Но есть и несколько иные данные, показывающие деморализацию гарнизона и потерю управления в последние дни обороны крепости: перед капитуляцией на позициях находилось около 9 000 защитников. Но по сдаче крепости противник зарегистрировал в качестве пленных 23 000 военнослужащих рядового и командного состава, без учёта больных и раненых (то есть большая часть здоровых и боеспособных людей уклонялась от боевых задач).
После сдачи крепости каждому офицеру и генералу, который пообещал в дальнейшем не участвовать в боевых действиях против Японии, разрешили уехать в Россию. Этим воспользовались 440 человек, в том числе и Стессель, который добился, чтобы ему предоставили целый железнодорожный состав для вывоза семьи и собственного имущества.
Как непосредственные участники обороны, так и её историки, не пришли к единому мнению, исчерпал ли гарнизон Порт-Артура к моменту капитуляции все средства обороны или имел возможность дальнейшего сопротивления; соответственно считать ли капитуляцию сдачей крепости или её падением.
20 декабря 1904 года Стессель подписал приказ № 984, в котором говорится, что «из 40 тысяч гарнизона на 27-верстной обороне осталось менее 9 тысяч и то полубольных...». Комендант же крепости Смирнов впоследствии дал показания суду, что ко дню сдачи гарнизон состоял из 12,5 тысяч стрелков и моряков, 5 тысяч артиллеристов, 500 человек инженерных войск и одной тысячи нестроевых. В крепости, согласно показаниям Смирнова, оставалось 200 тысяч снарядов и 7 миллионов ружейных патронов, запас муки был на 40 дней. «Из всего видно, — сказал Смирнов, — что силы и средства крепости были достаточны для защиты ее в продолжении, по крайней мере, 1,5 месяца...».
Сдача крепости позволила японцам перебросить на главный участок русско-японского фронта 100-тысячную армию, которая ее осаждала.

## Обвинение Стесселя

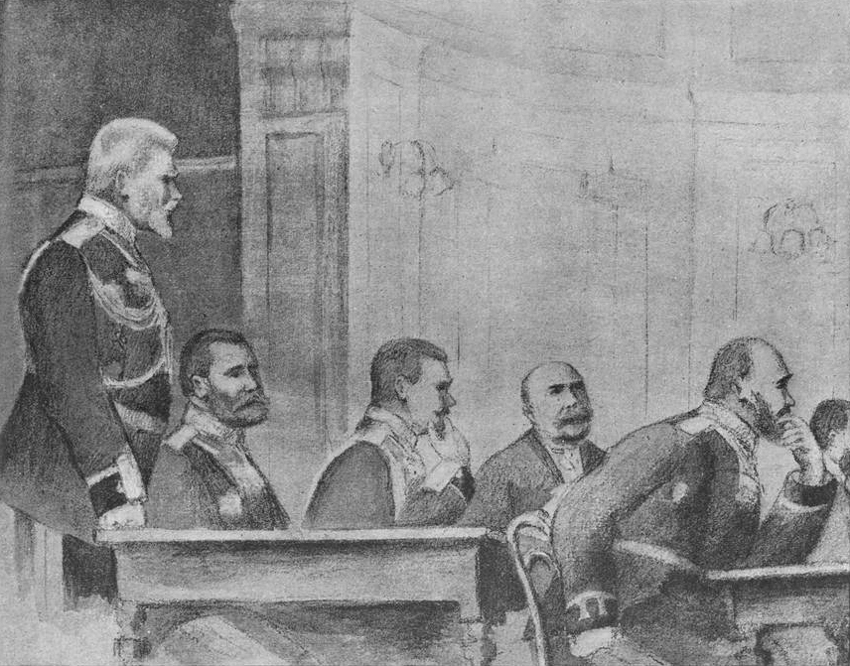
Заседание Верховного военно-уголовного суда по делу о сдаче японцам крепости Порт-Артур.

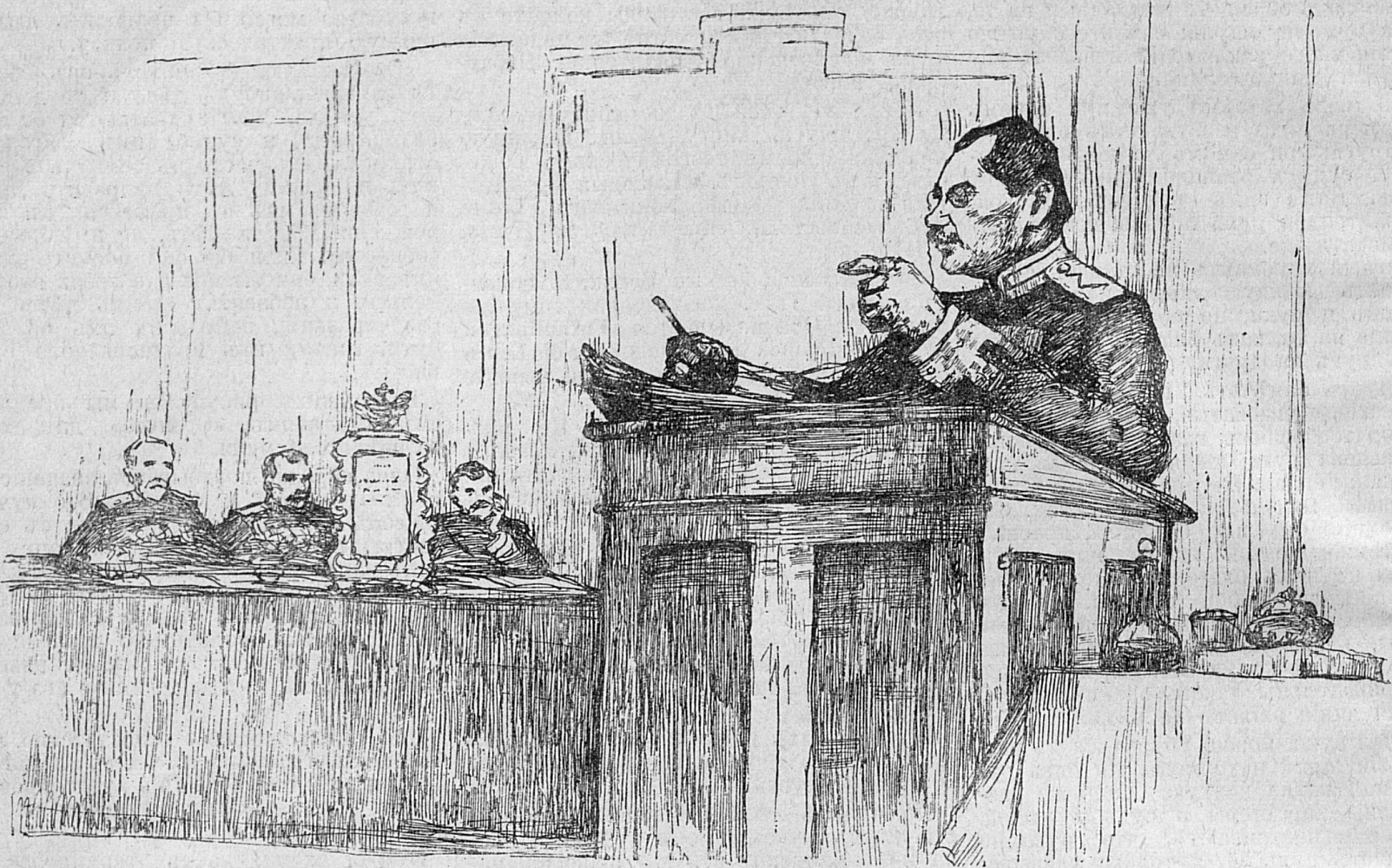
Заседание военного суда 22 января 1908 года. Обвинительная речь военного прокурора. Рис. Е. С. Зарудной

Уволенный в 1906 году со службы А. М. Стессель на следующий год предстал перед военным трибуналом, который приговорил его к смертной казни за сдачу порта. Обвинение утверждало, что в течение всего периода обороны Стессель не руководил действиями гарнизона по защите крепости, а, наоборот, сознательно готовил её к сдаче.
Следственная комиссия, разбиравшая Порт-Артурское дело, нашла в действиях Стесселя признаки целого ряда преступлений, и обвинение состояло из множества пунктов. Однако на суде оно почти полностью развалилось, сократившись до трёх тезисов:
1) сдал крепость японским войскам, не употребив всех средств к дальнейшей обороне;
2) бездействие власти;
3) маловажное нарушение служебных обязанностей.
Под «бездействием власти» подразумевалось следующее: в Порт-Артуре генерал-лейтенант А. В. Фок в насмешливом тоне критиковал действия неподчинённых ему лиц, а Стессель этого не пресёк. За это «бездействие власти» Стесселю потом дали месяц гауптвахты.
Третий пункт был назван маловажным самим же судом.
Остался лишь один пункт (первый), причём (см. формулировку) — в нём нет ничего про трусость, бездарность, некомпетентность или предательство.
Более того, в приговоре Верховного военно-уголовного суда по делу о сдаче крепости Порт-Артур признано, что крепость «выдержала под руководством генерал-лейтенанта Стесселя небывалую по упорству в летописях военной истории оборону».

## Значение обороны Порт-Артура

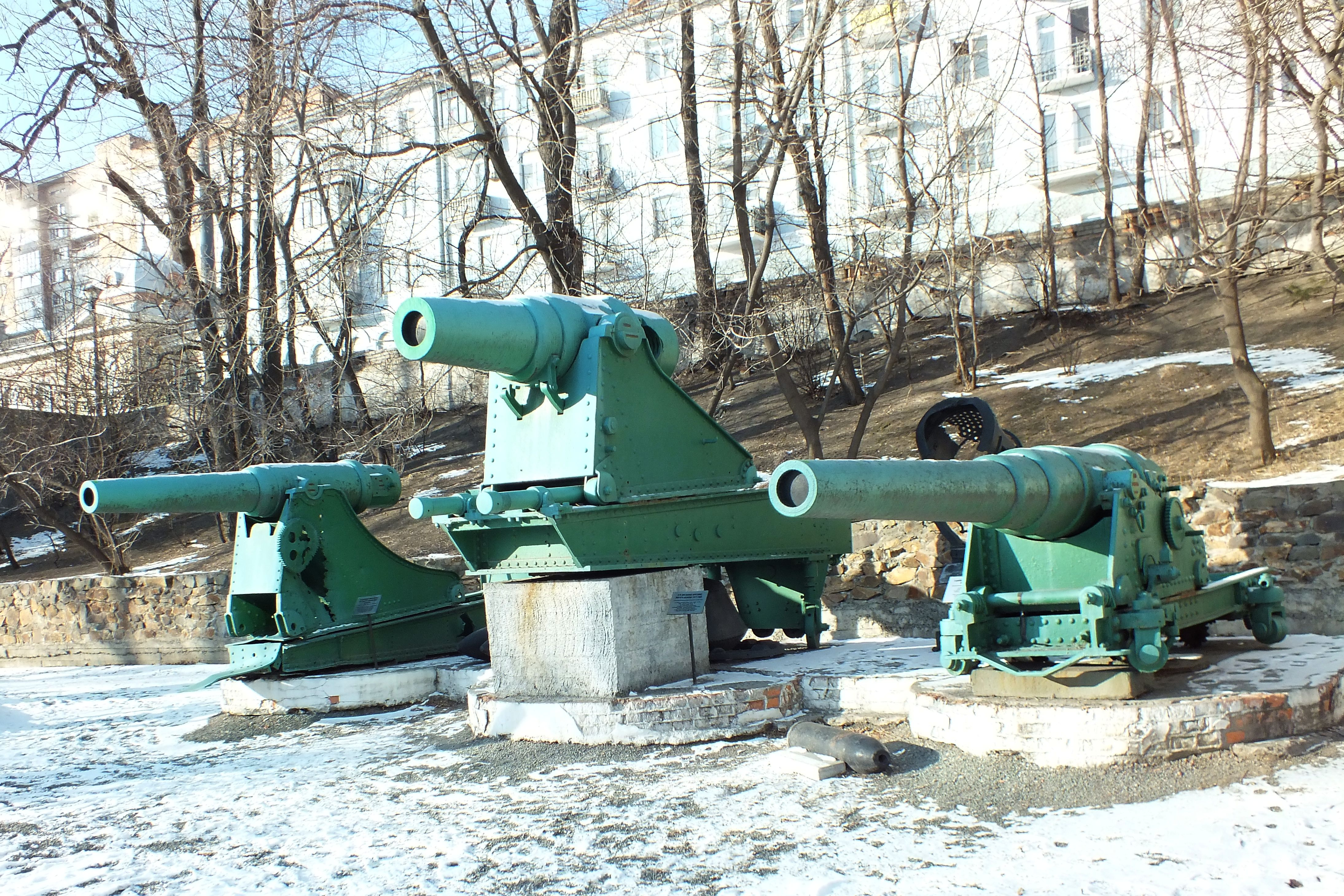
Пушки Порт-Артура в Музее Тихоокеанского флота, Владивосток. На лафетах видны следы попаданий японских снарядов.

Порт-Артур стоил противнику колоссальных жертв. Японская армия, действовавшая на Квантунском полуострове против русской крепости, потеряла за время осады свыше 110 тысяч человек, из них до 10 тысяч офицеров. Сражения за Порт-Артур, в том числе штурмы сопоставимы по масштабу с крупными сражениями на других театрах русско-японской войны, так например, при Ляояне русские потеряли 19112 человек, японцы — 24 140 человек, в то время как в первом штурме русские потери составили 3000, а японские — 20 000. Таким образом, отбив четыре штурма Порт-Артура, русская армия выиграла четыре крупных сражения.
Порт-Артур пал на 329-й день после начала войны, в ходе которой он сыграл выдающуюся роль. На подступах к крепости была перемолота стотысячная армия японцев; русский флот и гарнизон приковали к себе почти весь флот неприятеля. Оборона Порт-Артура дала возможность Куропаткину сосредоточить в Маньчжурии армию и организовать оборону.
Английский корреспондент Эллис Бартлетт, находившийся при армии Ноги и наблюдавший осаду Порт-Артура в продолжение всего её периода, писал:

История осады Порт-Артура — это, от начала до конца, трагедия японского оружия; …ни в области стратегии, ни в области военного искусства не было проявлено со стороны японцев ничего выдающегося или особенно замечательного. Всё ограничивалось тем, что тысячи людей размещались как можно ближе к неприятельским позициям и бросались в непрерывные атаки.
Что осада слабо укреплённой к началу войны крепости Порт-Артур не принесла славы японскому оружию, заявлял и сам генерал Ноги в письме генералу Тэраути, написанном после осады: «…Единственное чувство, — писал он, — которое я в настоящее время испытываю, — это стыд и страдание, что мне пришлось потратить так много человеческих жизней, боевых припасов и времени на недоконченное предприятие».
В конце войны Ноги имел намерение совершить обряд сэппуку (харакири), но император Муцухито запретил ему это. После смерти императора Ноги вместе с женой всё же исполнил своё намерение.
История обороны крепости показала важность активных минных постановок на море. Так, на минах, поставленных минным заградителем «Амур» на маршруте курсирования японских боевых кораблей, 2 мая подорвались и затонули броненосцы «Хацусэ» и «Ясима». Кроме того, вопреки предвоенным наставлениям, круг задач, выполняемый миноносцами и лёгкими крейсерами, изменился. Миноносцы использовались не только для минных атак на крупные вражеские корабли, но и для конвоирования минных заградителей и даже для артиллерийской поддержки сухопутных войск в прибрежной зоне. Так, 23 июля 1904 года в ходе боёв за Зелёные горы в бухте Тахэ, у самого берега, в бою с японскими минными катерами был уничтожен миноносец «Лейтенант Бураков».

## Награды

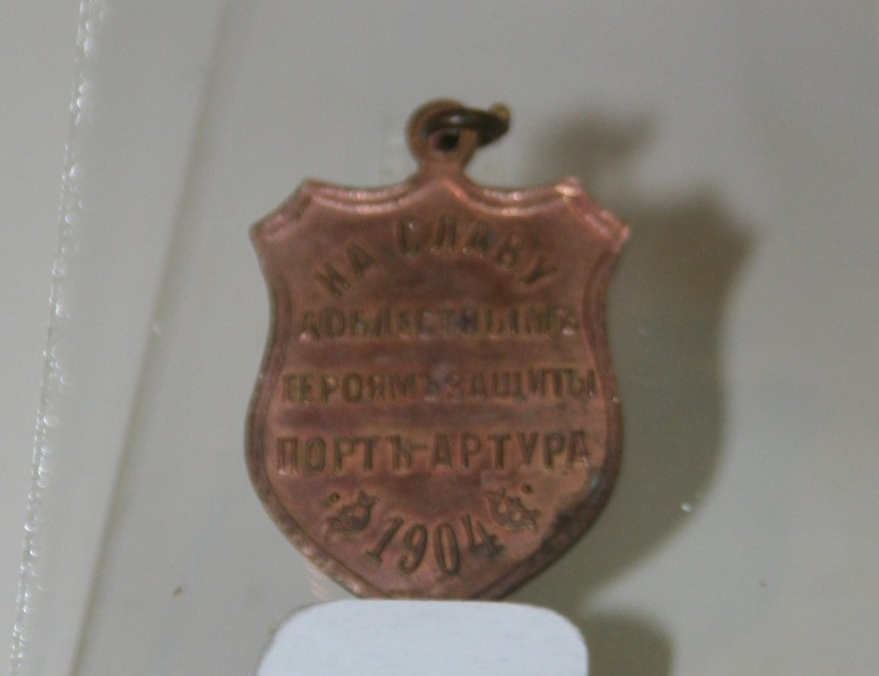
Памятная медаль за оборону Порт-Артура, вручённая Самед-беку Мехмандарову. Музей истории Азербайджана, Баку

- Медаль «В память русско-японской войны» имела особый серебряный вариант, предназначавшийся защитникам Порт-Артура.
- Во Франции были собраны пожертвования на награждение героев обороны медалями. Однако эти медали были вручены только в 1910 году, с большим опозданием и без права ношения, так как эта награда не была официальной и на ней упоминалось имя А. М. Стесселя, отданного под суд.
- В честь 10-летия обороны Порт-Артура был учреждён крест «За Порт-Артур».

## Интересные факты
- По утверждению участника обороны Михаила Лилье[22], разрывалось не более 20 % 11-дюймовых снарядов японских мортир. Несмотря на кажущуюся фантастичность таких цифр, они косвенно подтверждаются. Из откопанных (существенная часть снарядов попала в бухту или в зоне боевых действий), отобранных (большинство были повреждены о скалистую почву) и восстановленных (в снарядах менялись взрыватели на более надёжные русские), более двухсот 210-килограммовых снарядов были отправлены назад адресатам.
- Сергей Власьев и Леонид Гобято[23] изобрели и построили первый в мире миномёт на базе 47-мм орудия, стрелявшего шестовыми минами. Это изобретение активно использовалось во время осады.
- При обороне Порт-Артура впервые в мире в боевой обстановке были применены электрические заграждения: по предложению лейтенанта Н. В. Кроткова (1875—1942) устраивались так называемые электрические изгороди — гладкая проволока, прикреплённая к деревянным кольям с помощью фарфоровых изоляторов, по которой пропускался электрический ток высокого напряжения. При штурме горы Высокой на оборудованной ими позиции в ночь на 26 ноября 1904 года на проволоке погибло, по русским данным, до 150 японских солдат[24].
- Во время обороны Порт-Артура наблюдались случаи братания японских солдат с русскими солдатами-защитниками крепости[25].

## Оборона Порт-Артура в искусстве

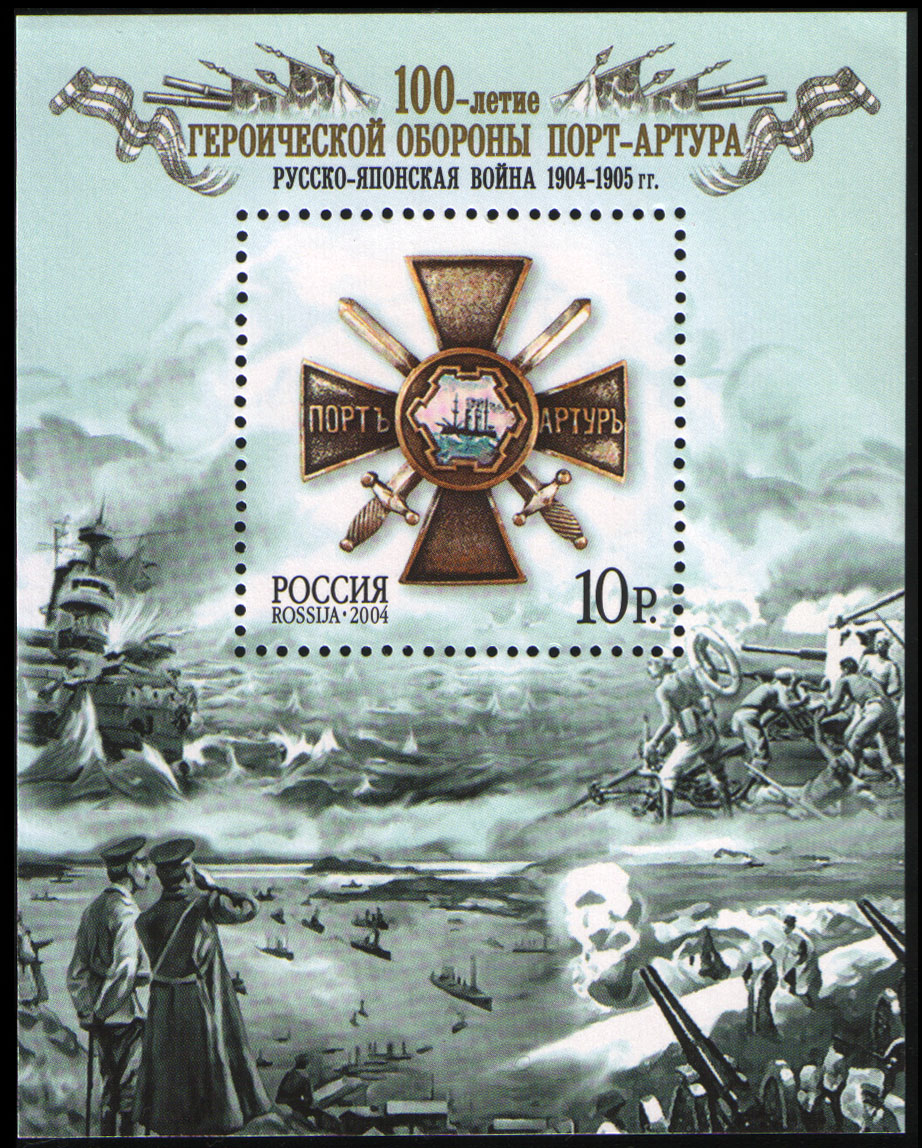
Почтовый блок России, посвящённый 100-летию героической обороны Порт-Артура. Изображён Крест за оборону Порт-Артура, утверждённый как нагрудный знак к десятой годовщине начала обороны крепости — 14 января 1914 года, 2004, 10 рублей (ИТЦ 941)

- книга Порт-Артур исторический роман А. Н. Степанова, посвящённый русско-японской войне 1904—1905 гг.
- книга Портартурцы. Трофим Борисов, Исторический роман о защитниках Порт-Артура
- Фильм 1936 года «Порт-Артур» совместного немецко-французско-чехословацкого производства режиссёра Николаса Фаркаша, в одной из главных ролей — австрийский актёр Антон Уолбрук (Вольбрюк)
- Советский фильм-спектакль 1964 года «Порт-Артур», снятый по пьесе И. Попова и Александра Степанова в постановке Малого театра. Режиссёры — Константин Зубов, Галина Холопова, П. Марков. В ролях — Николай Анненков (адмирал Макаров), Виктор Шарлахов (Стессель), Юлия Бурыгина, Владимир Кенигсон, Николай Рыжов и другие.
- Японский фильм 1969 года «Битва в Японском море» (Nihonkai daikaisen). Режиссёр — Сэйдзи Маруяма. В ролях — Тосиро Мифунэ (адмирал Того Хэйхатиро), Тисю Рю (генерал Ноги).
- Японский фильм 1980 года «Высота 203» (203 kochi). Режиссёр — Тосио Масуда. В ролях — Тацуя Накадай (генерал Ноги), Тосиро Мифунэ (Император Мэйдзи), Тэцуро Тамба (генерал Кодама).
- Существует башкирская[26] народная песня «Порт-Артур», рассказывающая о событиях 1904 года.
- Народная песня «Порт-Артур», написанная крымскими татарами и караимами во время Русско-японской войны и повествующая о «разлуке с родителями и родиной». Сохранилась в их фольклоре. В дальнейшем песню пели в вагонах во время депортации крымских татар в 1944 году, но вскоре она была запрещена из-за того, что в последнем куплете пелось о возвращении домой. Однако песня продолжала звучать в крымскотатарских семьях и на редких концертах в исполнении Февзи Билялова[27].
- Финская песня 1904 — Finnish song about the Russo-Japanese War. Рассказывает о противостоянии адмиралов Того и Макарова.
- «Тучи над холмами» (яп. 坂の上の雲 Сака но уэ но кумо) — сериал, повествующий о событиях эпохи Мэйдзи (с 1886 года до русско-японской войны) снятый в 2009—2011 годах.